# Lichtwellenleiter

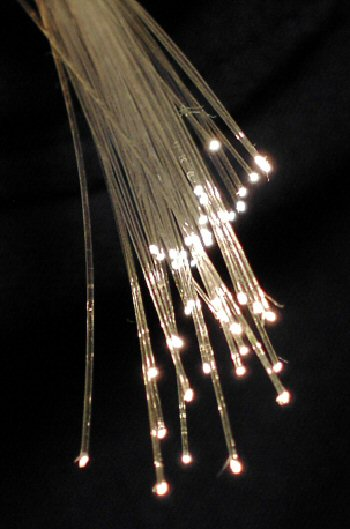
Kunststoff-Lichtwellenleiter

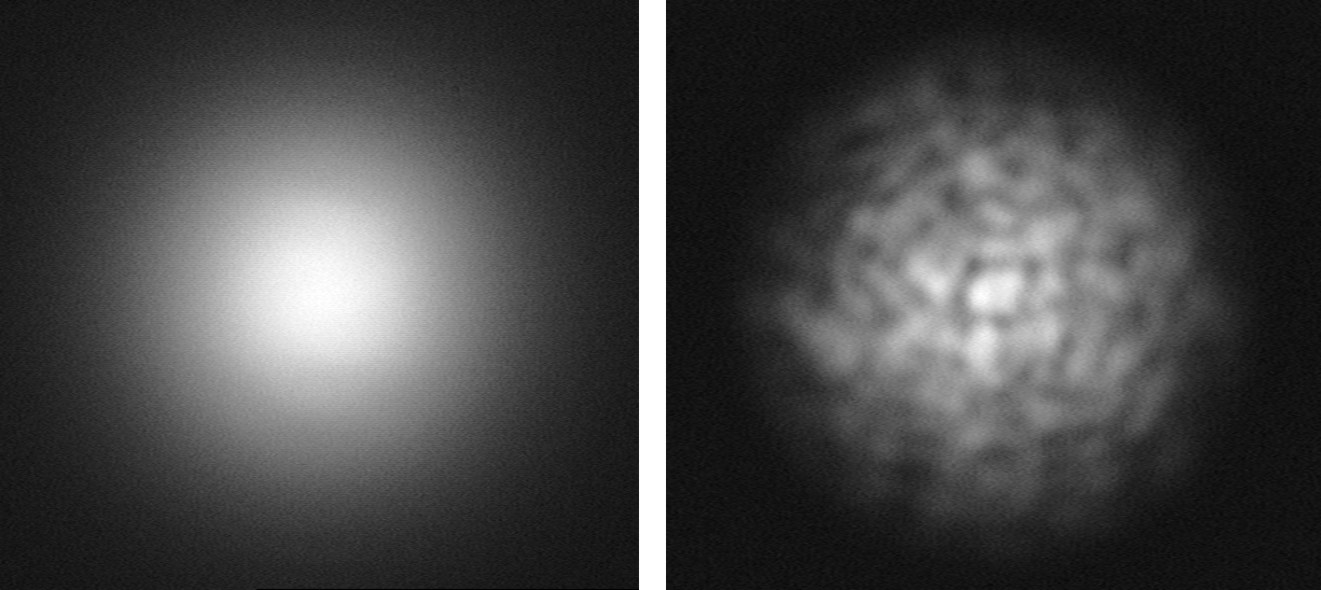
Strahlprofil einer Monomodefaser und einer Multimodefaser (v. l. n. r.)

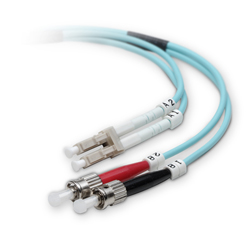
LWL-Patchkabel konfektioniert mit LC- (oben) und ST-Steckern (unten)

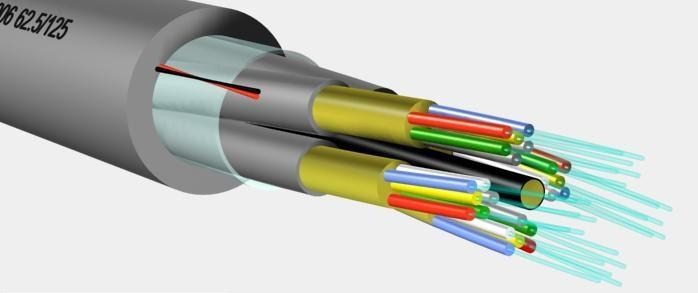
Aufbau eines Glasfaserkabels

Lichtwellenleiter (LWL) oder Lichtleitkabel (LLK) sind aus Lichtleitern bestehende und teilweise mit Steckverbindern konfektionierte Kabel und Leitungen zur Übertragung von Licht. Das Licht wird dabei in Fasern aus Quarzglas oder Kunststoff (polymere optische Faser) geführt. Sie werden häufig auch als Glasfaserkabel bezeichnet, wobei in diesen typischerweise mehrere Lichtwellenleiter gebündelt werden, die zudem zum Schutz und zur Stabilisierung der einzelnen Fasern noch mechanisch verstärkt sind.
Physikalisch gesehen sind Lichtwellenleiter dielektrische Wellenleiter. Sie sind aus konzentrischen Schichten aufgebaut; im Zentrum liegt der lichtführende Kern, der umgeben ist von einem Mantel mit einem etwas niedrigeren Brechungsindex sowie von weiteren Schutzschichten aus Kunststoff. Je nach Anwendungsfall hat der Kern einen Durchmesser von einigen Mikrometern bis zu über einem Millimeter. Man unterscheidet Lichtwellenleiter nach dem Verlauf des Brechungsindexes zwischen Kern und Mantel (Stufenindex- oder Gradientenindexfasern) und der Anzahl von ausbreitungsfähigen Schwingungsmoden, die durch den Kerndurchmesser limitiert wird.
Multimodefasern, in denen sich mehrere tausend Moden ausbreiten können, haben ein stark strukturiertes Strahlprofil (siehe Bild rechts). In Monomodefasern, die einen sehr kleinen Kerndurchmesser haben, kann sich nur die sogenannte Grundmode ausbreiten, deren Intensität in radialer Richtung näherungsweise normalverteilt ist. Die Anzahl der auftretenden Moden beeinflusst die Signalübertragung, da jede Mode einen unterschiedlich langen Lichtweg nimmt. Deshalb zeigen Multimodefasern mit zunehmender Länge eine stärkere Signalverfälschung (Modendispersion) als Monomodefasern, die somit zur Signalübertragung über weite Strecken besser geeignet sind.
Lichtwellenleiter werden vor allem in der Nachrichtentechnik als Übertragungsmedium für leitungsgebundene Kommunikationssysteme bei Glasfasernetzen verwendet und haben hier, weil sie höhere Reichweiten und Übertragungsraten erreichen, die elektrische Übertragung auf Kupferkabeln in vielen Bereichen ersetzt. Lichtwellenleiter werden aber auch vielfältig in anderen Bereichen eingesetzt, wie unter anderem
- zur Übertragung von Energie als Lichtleitkabel für den flexiblen Transport von Laserstrahlung zur Materialbearbeitung und in der Medizin
- für Beleuchtungs- und Abbildungszwecke unter anderem in Mikroskopbeleuchtungen, Lichtleitkabeln und Bildleitern in Endoskopen sowie zur Geräte- und Gebäudebeleuchtung und zu Dekorationszwecken
- in der Messtechnik als Bestandteil faseroptischer Sensoren, an Spektrometern und anderen optischen Messgeräten.

## Geschichte
Schon 1870 versuchte John Tyndall, Licht gezielt durch einen Wasserstrahl zu leiten. In den Folgejahren beschäftigten sich Wissenschaftler und Techniker weltweit mit den Möglichkeiten, Lichtsignale durch verschiedene Medien zu übertragen. Mitte der 1950er Jahre wurden optische Leiter vor allem zur Beleuchtung innerer Organe in der Medizintechnik angewandt, für andere Anwendungen war der Lichtverlust im optischen Leiter noch zu groß. Erst mit der Entwicklung des ersten Lasers durch Theodore Maiman 1960 konnte man Licht konzentriert durch ein Medium transportieren. Die gezielte Informationsübertragung über Lichtwellenleiter trat nun aus der experimentellen Phase in die der technischen Realisierung.
Das erste optoelektronische Lichtwellenleiter-System erfand 1965 Manfred Börner. Er entwarf ein optisches Weitverkehrs-Übertragungssystem, das Laserdioden, Glasfasern und Photodioden kombinierte. 1966 meldete er das System für das Unternehmen AEG-Telefunken zum Patent an. Alle optischen Weitverkehrs-Übertragungssysteme arbeiten noch heute nach diesem von Manfred Börner vorgeschlagenen Systemprinzip. Für seine Erfindung wurde Börner 1990 mit dem Eduard-Rhein-Preis ausgezeichnet.
1966 entdeckten Charles Kuen Kao und George Hockham, dass vor allem Unreinheiten im Glas zu Verlusten bei der Übertragung führen. Für seine Pionierarbeiten im Bereich der Glasfaseroptik wurde Kao 2009 mit dem Nobelpreis für Physik geehrt. 1970 produzierte und entwickelte das amerikanische Unternehmen Corning Inc. den ersten Lichtwellenleiter, der in der Lage war, Signale auch über eine längere Strecke ohne größere Verluste zu übertragen. Die Nutzung von Lichtwellenleitern zur Übertragung von Telefonsignalen wurde von nun an stetig vorangetrieben, und bereits 1978 verband die Deutsche Bundespost die Vermittlungsstellen in der Aßmannshauser Straße und in der Uhlandstraße in Berlin-Wilmersdorf über eine etwa 4 km lange Verbindungsstrecke aus mehreren Glasfasern. In den folgenden Jahren wurden die Lichtwellenleiter immer weiter verbessert, über immer längere Strecken konnten immer höhere Datenmengen mit immer höheren Datenraten übertragen werden. 1985 zum Beispiel übertrug die British Telecom erstmals Signale ohne Zwischenverstärkung über eine Strecke von 250 km.
1987 entwickelte Heraeus ein Verfahren zur Herstellung von hochreinem, synthetischem Quarzglas aus der Gasphase. Durch synthetisches Quarzglas konnten metallische Verunreinigungen und Feuchtigkeitsspuren des natürlichen Quarzglases um mehrere Größenordnungen reduziert werden. Die von Heraeus produzierten Quarzglas-Vorformen machen rund 95 Prozent der Glasfasern für die optische Nachrichtenübertragung aus.
Anfangs hatten Lichtwellenleiter im Vergleich zu elektrischen Koaxialkabeln zu hohe Dämpfung, was ihren Einsatz für längere Strecken ausschloss. Dies hat sich im Laufe der Jahre ins Gegenteil verkehrt. Lichtwellenleiter umspannen heute unseren Planeten und bilden das Rückgrat der globalen Kommunikation und Informationsübertragung. AT&T, NEC und Corning stellten im Mai 2009 einen neuen Weltrekord auf. Auf einer einzelnen Glasfaser übertrugen sie über eine Entfernung von 580 km mit einer Datenübertragungsrate von 114 Gigabit pro Sekunde auf jedem Kanal und erzielten so auf 320 Kanälen eine Gesamt-Datenübertragungsrate von 32 Terabit pro Sekunde.

## Aufbau

Typischer Aufbau einer Glasfaser:
1 – Kern (engl. core)
2 – Mantel (engl. cladding) mit n_{K} > n_{M}
3 – Schutzbeschichtung (engl. coating und/oder buffer) und
4 – äußere Hülle (engl. jacket). Für die Größenverhältnisse der einzelnen Bereiche siehe Tabelle im Text.

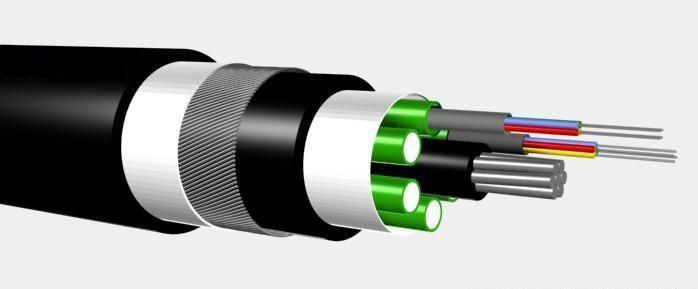
Aufbau eines Erdkabel-Glasfaserkabels

Die als Lichtwellenleiter bezeichneten Glasfasern bestehen im Inneren aus einem Kern (1 – engl. core) und einem umgebenden Mantel (2 – engl. cladding) mit etwas niedrigerem Brechungsindex (nKern > nMantel). Durch die dadurch auftretende Totalreflexion an der Grenzschicht zum Kern wird die Führung der Strahlung bewirkt. Der Mantel besteht dazu meist aus reinem Quarzglas (SiO2). Der höhere Brechungsindex im Kern wird durch Dotierung mit Germanium oder Phosphor erreicht, wodurch im amorphen Siliziumdioxid-Gefüge des Quarzglases zusätzlich geringe Anteile an Germaniumdioxid (GeO2) bzw. Phosphorpentoxid (P2O5) entstehen. Es ist aber auch möglich, den Kern aus reinem SiO2 herzustellen und den Mantel mit Bor oder Fluor zu dotieren, was zu einer Verringerung des Brechungsindexes führt. (Reine SiO2-Kerne sind besser geeignet zur Übertragung von Wellenlängen im blauen und ultravioletten Spektralbereich.)
Der Mantel besitzt weiterhin eine Schutzbeschichtung (3 – engl. coating und/oder buffer), sowie eine äußere Schutzhülle (4 – engl. jacket). Die Mantelbeschichtung ist ein Schutz vor mechanischen Beschädigungen und besteht meist aus einer Lackierung aus speziellem Kunststoff (etwa Polyimid, Acryl oder Silikone), welche die Faser auch vor Feuchtigkeit schützt. Ohne die Beschichtung würden die auf der Faseroberfläche vorhandenen Mikrorisse zu einer erheblichen Verringerung der mechanischen Belastbarkeit führen.
Patchkabel (meist Simplex- oder Duplex-Ausführung) und mehradrige Erdkabel können als Glasfaserkabel ausgeführt sein. Die einzelnen Glasfasern werden bei Patchkabeln durch einen wenige Millimeter dicken Kunststoff- oder Metallmantel geschützt (jacket), und Erdkabel sind zusätzlich zur mechanischen Stabilisierung im Inneren mit Metalldrähten oder -kabeln versehen, sowie im äußeren Bereich eventuell mit einem Metallgeflecht zum Schutz gegen Beschädigung von außen (wie etwa Tierbiss).
Der Kern von polymeren optischen Fasern (POF) besteht meist aus Polymethylmethacrylat (PMMA) und seltener aus Polycarbonat (PC). Der Mantel wird bei diesen Fasern leicht mit Fluor dotiert, um einen geringeren Brechungsindex zu erhalten. Auf das Coating kann bei den POF verzichtet werden, da das verwendete Material unempfindlicher ist gegen mechanische Beanspruchung als Quarzglas. Weiterhin gibt es auch Fasern mit einem Quarzglaskern und einem Mantel aus fluordotiertem Kunststoff, welche als Hard-Clad Silica Fiber (HCS) oder Polymer-Clad Silica Fiber (PCS) bezeichnet werden. Sie können zur Verbesserung der mechanischen und thermischen Eigenschaften auch zusätzlich mit einem Coating (mitunter aus Ethylen-Tetrafluorethylen – ETFE) versehen sein.

## Funktionsweise und Arten

Mögliche Lösung der Maxwell-Wellengleichung in der Stufenprofil-Multimode-Faser. Es handelt sich hierbei um die

Lichtwellenleiter sind dielektrische Wellenleiter zur Übertragung von elektromagnetischer Strahlung vom UV- (ca. 350 nm) bis in den IR-Spektralbereich (ca. 2500 nm). Abhängig von Geometrie und Beschaffenheit können sich in ihnen
nur bestimmte Schwingungsmoden ausbreiten, die sich voneinander durch die räumliche Verteilung der elektrischen und magnetischen Feldstärke unterscheiden. In metallischen Wellenleitern sind die Moden transversal-elektrisch (TE) und transversal-magnetisch (TM), das heißt, dass deren elektrische bzw. magnetische Feldstärke überall rein transversal zur Ausbreitungsrichtung ausgerichtet ist, die entsprechende longitudinale Feldkomponente verschwindet (TE-Moden = Ey,Hx,Hz [Ez=0] bzw. TM-Moden = Hy,Ex,Ez [Hz=0]). Im Gegensatz zu metallischen Wellenleitern treten die TE- und TM-Moden in Lichtwellenleitern im Allgemeinen nicht voneinander getrennt auf, und als Folge des rotationssymmetrischen Brechungsindexverlaufs existieren sogenannte Hybrid-Moden, bei denen immer beide Feldkomponenten in Ausbreitungsrichtung vorhanden sind. Diese werden nach den vorhandenen Hauptfeldkomponenten, als HE- (Ey,Hx,Hz) oder EH-Moden (Hy,Ex,Ez) bezeichnet.
- m Nullstellen in radialer Richtung (vertikale Bildreihe)
- 2 · l Nullstellen bei 360°-Umlauf der Winkelkoordinate (l Knotenpaare; horizontale Bildreihe).

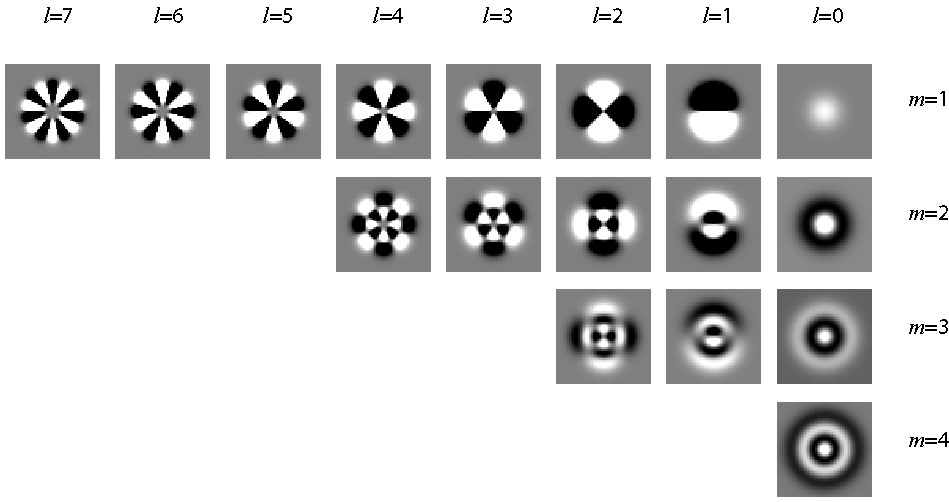
LP_{l,m}-Moden in Lichtwellenleitern
Die Indizes charakterisieren die Struktur der Intensitätsverteilung:- m Nullstellen in radialer Richtung (vertikale Bildreihe)- 2 · l Nullstellen bei 360°-Umlauf der Winkelkoordinate (l Knotenpaare; horizontale Bildreihe).Schwarz sind Bereiche negativer Feldstärke; die zum Quadrat der Feldstärke proportionale Intensität (Helligkeit) ist dort ebenso groß wie in den weißen Bereichen.
Nur an den Übergängen geht die Intensität auf null (Nullstelle der Feldstärke).

Beim Lichtwellenleiter ist der Brechungsindexunterschied zwischen Kern und Mantel im Allgemeinen sehr gering (Δ ≈ 0,003), man spricht von einem schwach führenden Wellenleiter. Für diesen speziellen Fall sind die transversalen Feldkomponenten näherungsweise linear polarisiert und die Feldkomponenten in Ausbreitungsrichtung sind vernachlässigbar. Die so genäherten Moden heißen linear polarisiert (LP). Bei der Bezeichnung der LPl,m-Moden charakterisieren die Indizes die Struktur der Intensitätsverteilung: m Nullstellen in radialer Richtung, 2 · l Nullstellen bei 360°-Umlauf der Winkelkoordinate (l Knotenpaare). Die Moden entstehen aus den Hybrid-Moden und sind teilweise Linearkombinationen einzelner HE-/EH-Moden. (Bei den Hybrid-Moden bezeichnen die Indizes die Struktur in X- und Y-Richtung, zum Beispiel entsteht die LP01-Mode aus der HE11-Mode).
In einem Lichtwellenleiter kann sich in Abhängigkeit vom Kerndurchmesser und vom Brechungsindexunterschied entweder nur die Grundmode oder zusätzlich mehrere höhere Moden ausbreiten. Die Einteilung erfolgt hiernach in Monomodefasern (engl. single-mode fiber, SMF), in denen sich für bestimmte Wellenlängenbereiche nur die LP01-Grundmode ausbreiten kann, und Multimodefasern (engl. multi-mode fiber, MMF), welche in der Regel mehr als hundert bis mehrere tausend Moden besitzen.
Bezogen auf die Faserstruktur werden weitere Unterscheidungen innerhalb der beiden Faserarten getroffen:
- So wird bei den Multimodefasern zwischen Stufenindexfasern und Gradientenindexfasern unterschieden, wobei sich bei Ersterer der Brechungsindex zwischen Kern- zum Mantelglas radial nach außen hin in Form einer Stufe abrupt, und bei Letzterer kontinuierlich in Form einer Parabel ändert.
- Monomodefasern gibt es typischerweise nur als Stufenindexfasern, aber durch Einbringung von besonderen Strukturen oder Dotierungsprofilen lassen sich bestimmte Eigenschaften gezielt manipulieren. So etwa in polarisationserhaltenden, dispersionskompensierenden oder biegeunempfindlichen Monomodefasern.

### Multimodefaser

Größenverhältnisse von Kern-, Mantel- und Coating-Durchmesser für den gebräuchlichsten 50-µm-Multimodefasertyp (links, oben) sowie für andere größere Fasertypen (genaue Durchmesser: siehe Tabelle).

Lichtführung durch Totalreflexion in einer Multimode-Stufenindex-Glasfaser: Einfallende Strahlen außerhalb des Akzeptanzkegels werden nicht in der Faser geführt und gehen verloren.

Der Kerndurchmesser von Multimodefasern beträgt 50 µm bis zu über 1500 µm. Die am häufigsten verwendeten Multimode-Glasfasern im Telekommunikationsbereich sind dabei 50-µm- und 62,5-µm-Gradientenindexfasern (siehe: Faserkategorien und Einsatzgebiete). Bei diesen Fasern ist der Kern von einem Mantel mit 125 µm und von einem Coating mit 250 µm Außendurchmesser umgeben (typische Werte für Kerndurchmessern bis knapp 100 µm). Größere Kerndurchmesser werden mit einem Mantel von 15 bis 30 µm und mit einem Coating von 50 µm Dicke versehen (siehe: Tabelle).

#### Stufenindexfaser
In Multimodefasern kann die Führung des Lichtes strahlenoptisch durch die auftretende Totalreflexion an der Grenzschicht zwischen Kern und Mantel beschrieben werden. Für den einfachen Fall einer Stufenindexfaser ergibt sich aus dem snelliusschen Brechungsgesetz mit den unterschiedlichen Brechungsindizes für den Kern (engl. core, {\displaystyle n_{1}}) und den Mantel (engl. cladding, {\displaystyle n_{2}}) ein Minimalwinkel (zum Lot an der Grenzschicht, siehe Bild unten) für die Totalreflexion von {\displaystyle \theta _{\mathrm {c} }\!} zu:
{\displaystyle \theta _{\mathrm {c} }=\arcsin \left({\frac {n_{2}}{n_{1}}}\right)}
Daraus ergibt sich wiederum ein maximaler Akzeptanzwinkel {\displaystyle \theta _{\mathrm {max} }\!} zur optischen Achse der Faser (mit dem Brechungsindex {\displaystyle n_{0}} des umgebenden Mediums, in der Regel Luft mit {\displaystyle n_{0}=1}):
{\displaystyle \theta _{\mathrm {max} }=\arcsin \left({\frac {1}{n_{0}}}{\sqrt {n_{1}^{2}-n_{2}^{2}}}\right)}

Das Produkt aus dem Brechungsindex {\displaystyle n_{0}} des umgebenden Mediums und dem Argument des Arkussinus (arcsin) wird als numerische Apertur {\displaystyle N\!A} der Faser bezeichnet und ergibt sich für {\displaystyle n_{0}=1} zu:
{\displaystyle N\!A=\sin \theta _{\mathrm {max} }={\sqrt {n_{1}^{2}-n_{2}^{2}}}}
Die numerische Apertur hängt vom Brechungsindexunterschied zwischen Kern und Mantel ab und beträgt bei Multimodefasern etwa 0,2 bis 0,3 sowie bei Monomodefasern etwa 0,1. Aus dem maximalen Akzeptanzwinkel, unter dem eingekoppeltes Licht in der Faser noch geführt werden kann, ergibt sich ein Akzeptanzkegel (engl. acceptance cone, siehe Bild rechts), welcher auf Grund der Umkehrbarkeit des Lichtweges auch dem Austrittskegel entspricht.

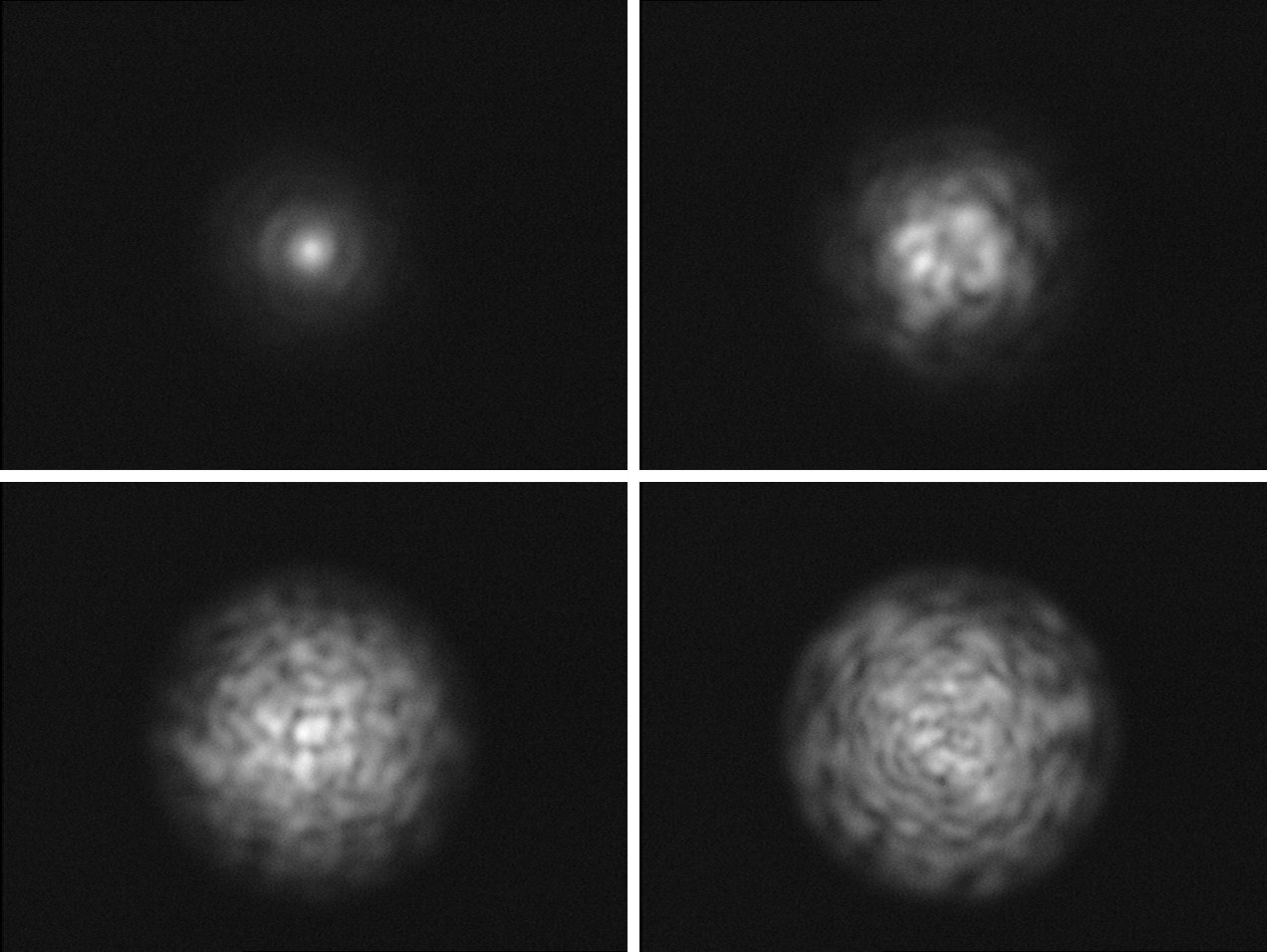
Abhängigkeit des Strahlprofils ein und derselben Multimode-Faser (50 µm Gradientenindex) von Licht-Einkopplung und Faserbiegung (Modendurchmischung).

Bedingt durch die Größe von Multimodefasern (Kerndurchmesser ist sehr viel größer als die Wellenlänge) können sich, wie eingangs erwähnt, mehrere Moden ausbreiten. Die typischerweise mehr als hundert bis mehrere tausend Moden können strahlenoptisch als eine Vielzahl miteinander interferierender Lichtwege betrachtet werden und erzeugen ein stark strukturiertes Strahlprofil am Faserausgang (siehe Bild). Dieses ist wiederum stark von der Art der Lichteinkopplung (Ausleuchtung der Faser in Abhängigkeit von der benutzten Lichtquelle, siehe auch: Over-Filled- bzw. Reduced-Mode-Launch) und der Biegung der Faser (Modendurchmischung) abhängig. Bedingt durch die unterschiedliche Länge der Lichtwege kommt es bei der Nachrichtenübertragung über große Distanzen zu nicht zu vernachlässigenden Laufzeitunterschieden, welche sich negativ auf die Signalqualität und Bandbreite auswirken (Modendispersion).

#### Gradientenindexfaser
Zur Reduzierung der Laufzeitunterschiede bei Stufenindexfasern werden sogenannte Gradientenindexfasern (auch Gradientenfaser) verwendet, bei denen der Brechungsindex vom Faserkern nach außen hin allmählich abfällt, also einen Gradienten aufweist. Während bei der Stufenindexfaser die (Gruppen-)Laufzeitdifferenzen der Moden im einfachen geometrisch-optischen Bild mehr oder weniger den geometrischen Wegunterschieden entsprechen (langer Weg ergibt große Flugzeit), so sind die Verhältnisse bei der Gradientenindexfaser deutlich komplexer. Hier ist die Laufzeit pro Wegeinheit in den äußeren Bereichen wegen des geringeren Brechungsindex kleiner. Bei einem zum Beispiel parabolisch abfallenden Brechungsindex (Exponent = 2) verlaufen meridionale Strahlen, also Strahlen durch die Faserachse, etwa entlang einer sinusförmigen Bahn. Diese Strahlen legen zwar einen längeren Weg zurück als Strahlen entlang der Faserachse, aber durch den nach außen abnehmenden Brechungsindex holen diese im äußeren Bereich zeitlich wieder auf. Bei geeigneter Profilbildung kann die Angleichung aller Strahlen beziehungsweise aller ausbreitungsfähigen Moden um bis zu drei Größenordnungen besser sein als bei einer Stufenindexfaser.
Um solche Gradientenindexfasern mit optimalem Brechungsindexprofil richtig zu dimensionieren, muss berücksichtigt werden, dass der Brechungsindex nicht nur vom Ort, sondern zugleich auch von der Wellenlänge abhängt. Da das Profil in radialer Richtung durch eine Stoffdotierung realisiert wird, ändert sich der Stoff und somit auch die Materialdispersion. Der Brechungsindex ist also in komplexer Weise von den Variablen Ort und Wellenlänge abhängig. Je höher die Bandbreite einer Gradientenindexfaser sein soll, umso besser müssen nun die Laufzeiten der Strahlen bzw. Moden aneinander angeglichen werden. Die Berechnung der Wellenausbreitung und der Laufzeitdifferenzen in Gradientenindexfasern ist sehr komplex und kann nach der WKB-Methode erfolgen. Der optimale Exponent liegt danach nur in der Nähe von zwei und je nach Dotiermaterial zur Einstellung des Gradientenprofils ergibt sich meistens ein von zwei deutlich abweichender Exponent. Eine Angleichung der Flugzeitdifferenzen um bis zu drei Größenordnungen gegenüber der Stufenindexfaser wird nur durch eine hochpräzise Realisierung des optimalen Exponenten erreicht. Wegen des Einflusses der Materialdispersion (Wellenlängenabhängigkeit des Brechungsindex) ist bei Gradientenindexfasern weiterhin zu beachten, dass das optimale Profil, und somit die maximale Bandbreite der Faser, auch von der Betriebswellenlänge der verwendeten Lichtquelle abhängt.

### Monomodefaser
Wenn der Kerndurchmesser lediglich einige Vielfache der Wellenlänge des Lichts beträgt, werden höhere transversale Moden nicht unterstützt. Jedoch kann Licht in der LP01-Grundmode übertragen werden. Fasern, die für diesen Betrieb ausgelegt sind, werden Monomodefaser, Singlemode-Faser (engl. single-mode fiber, SMF) oder Einmodenfaser genannt. Die Modenstruktur von Monomodefasern, also die transversale Abhängigkeit des elektrischen und magnetischen Feldes, lässt sich nur durch Anwendung der maxwellschen Gleichungen und der sich daraus ergebenen Wellengleichung bestimmen. Bei dieser wellenoptischen Betrachtungsweise erhält man als Lösung den Parameter normierte Frequenz bzw. V-Zahl, der sich für den Fall einer Stufenindexfaser wie folgt aus der numerischen Apertur {\displaystyle N\!A} (bzw. den Brechungsindizes von Kern und Mantel) und dem Kerndurchmesser {\displaystyle d_{\text{K}}} der Faser, sowie der verwendeten Wellenlänge {\displaystyle \lambda _{0}} ergibt:

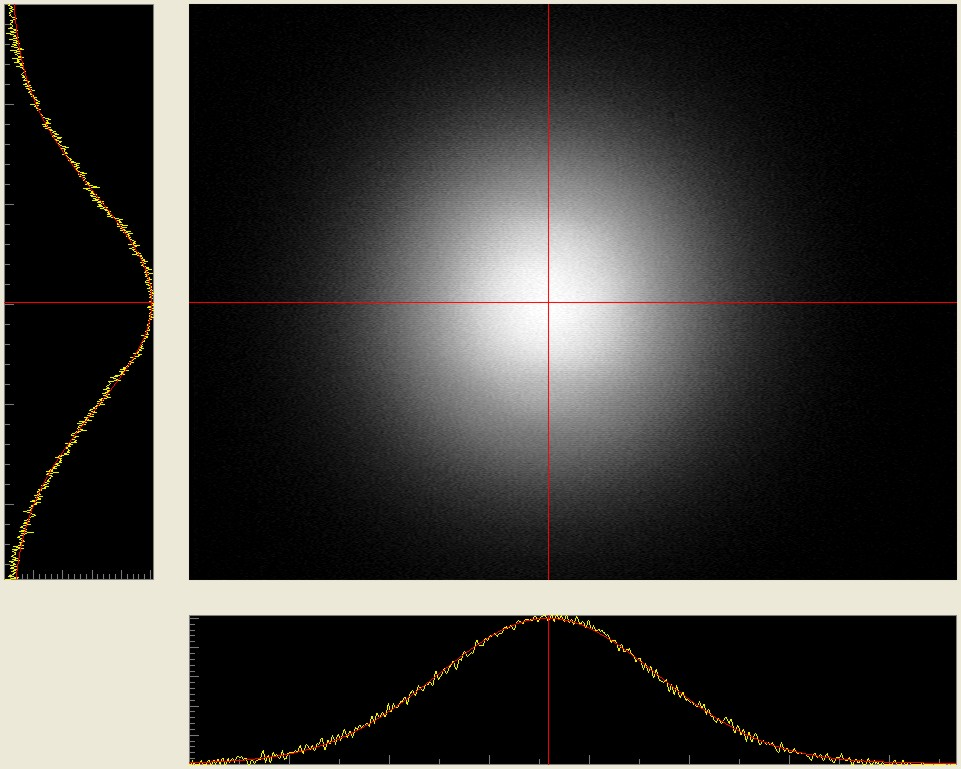
Strahlprofil der LP_{01}-Mode einer Monomodefaser, links und darunter die Strahlprofile auf den roten Linien

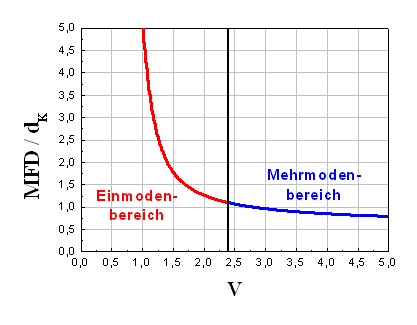
Modenfelddurchmesser normiert auf den Kerndurchmesser als Funktion der normierten Frequenz V. Näherung für die Ausbreitung der LP_{01}-Grundmode in einer Stufenindexfaser (siehe Text).

{\displaystyle V={\frac {d_{\text{K}}\pi }{\lambda _{0}}}{\sqrt {n_{\text{K}}^{2}-n_{M}^{2}}}={\frac {d_{\text{K}}\pi }{\lambda _{0}}}\,N\!A}
Nur für Werte von V < 2,405 ist die entsprechende Faser einmodig und es kann sich nur die LP01-Grundmode ausbreiten. Bei größeren Werten treten höhere Transversalmoden auf und es lässt sich für jede Faser die sogenannte Cut-off-Wellenlänge angeben, bis zu der noch Einmodenbetrieb vorherrscht ({\displaystyle \lambda >\lambda _{\mathrm {cutoff} }}):
{\displaystyle \lambda _{\text{cutoff}}={\frac {d_{\text{K}}\pi \,N\!A}{2{,}405}}}
Monomodefasern haben meistens einen Kerndurchmesser von 3 bis 9 µm, wobei der äußere Durchmesser mit dem Cladding (Brechungsindex um etwa 0,003 niedriger) auch hier 125 µm beträgt. Die Übertragung der Leistung erfolgt hauptsächlich im Kern der Faser. Die näherungsweise gaußförmige Intensitätsverteilung der LP01-Grundmode erstreckt sich aber bis in den Mantel hinein und im inneren Bereich existiert somit ein exponentiell schnell abklingendes evaneszentes Feld. Für Monomodefasern wird daher der Modenfelddurchmesser (engl. mode-field diameter, MFD) angegeben, bei dem die Amplitude der Mode in ihrem radialen Verlauf auf 1/e, bzw. am Faserausgang die Intensität (Bestrahlungsstärke) im Nahfeld auf 1/e2 abgefallen ist. Durch Approximation der Feldverteilung der Grundmode durch eine Gauß-Verteilung erhält man für eine Stufenindexfaser den folgenden Zusammenhang zwischen Kern- und Modenfelddurchmesser (siehe rechte Graphik), auch als Markuse-Formel bekannt:
{\displaystyle {\frac {M\!F\!D}{d_{\text{K}}}}=0{,}65+1{,}619\,V^{-3/2}+2{,}879\,V^{-6}}
Aus der graphischen Darstellung der Gleichung wird ersichtlich, dass im Einmodenbereich für V < 2,405 der Modenfelddurchmesser stets größer ist als der Kerndurchmesser. Weiterhin nimmt der Modenfelddurchmesser für längere Wellenlängen zu, da sich mit höherem {\displaystyle \lambda } die normierte Frequenz V verringert (siehe obere Gleichung für V). Dies hat zur Folge, dass Monomodefasern nur in einem Bereich bis ca. 200 bis 300 nm über der Cut-off-Wellenlänge einsetzbar sind, da die ausbreitungsfähige Grundmode bei höheren Wellenlängen immer schlechter geführt wird und die Biegeverluste durch den erhöhten Anteil der sich in den Mantel erstreckenden Intensitätsverteilung steigen.
Beispielsweise beträgt bei der Monomodefaser Corning SMF-28e der Kerndurchmesser 8,2 µm, der MFD dagegen 9,2 µm bei 1310 nm bzw. 10,4 µm bei 1550 nm. Der MFD kann aus dem Brechungsindexverlauf, der vor dem Ausziehen des Halbzeugs zur Faser einer Messung zugänglich ist, berechnet oder grob im Nahfeld gemessen werden. Genauer ist allerdings das Ausmessen des Fernfelds mit anschließender Rücktransformation mittels Hankel-Transformation. Bei Corning wird beispielsweise als Referenzmethode die Variable-Aperture Method in the Far Field (VAMFF) benutzt nach TIA/EIA-Standard FOTP-191.

### Vergleich zwischen Monomode- und Multimodefasern
Die folgende Tabelle gibt die Größenverhältnisse von Kern, Mantel und Schutzhülle (coating) für einige übliche Monomode- und Multimodefasern wieder. Für Monomodefasern wird üblicherweise der Modenfelddurchmesser anstatt des Kerndurchmessers angegeben. Weiterhin sind für die Monomodefasern die entsprechenden Cut-off-Wellenlängen angegeben, unterhalb derer auch höhere Moden existieren. Typischerweise sind die Monomodefasern für Wellenlängen bis zu 200–300 nm über der Cut-off-Wellenlänge geeignet. Mit größer werdenden Wellenlängen steigt der Anteil der im Fasermantel transportierten Leistung (MFD ~ λ) und die entsprechende Faser wird dadurch biegeempfindlicher und die Koppeleffizienz sinkt. (Bei den kursiv angegebenen Fasertypen handelt es sich nicht um reine Glasfasern, siehe dazu unter POF und PCS.)
| Bezeichnung     | Hersteller | Faserart                       | Durchmesser (in µm) | Durchmesser (in µm) | Durchmesser (in µm) |
| Bezeichnung     | Hersteller | Faserart                       | Kern bzw. MFD       | Mantel              | Coating             |
| --------------- | ---------- | ------------------------------ | ------------------- | ------------------- | ------------------- |
| 405-HP          | Nufern     | Singlemode (λcutoff < 0400 nm) | 03,5 0(515 nm)      | 0125                | 245                 |
| 630-HP          | Nufern     | Singlemode (λcutoff < 0600 nm) | 04,0 0(630 nm)      | 0125                | 245                 |
| 1060-XP         | Nufern     | Singlemode (λcutoff < 0920 nm) | 06,2 (1060 nm)      | 0125                | 245                 |
| SMF-28e         | Corning    | Singlemode (λcutoff < 1260 nm) | 10,4 (1550 nm)      | 0125                | 245                 |
| InfiniCore 600  | Corning    | Multimode (Gradientenindex)    | 0050                | 0125                | 245                 |
| InfiniCore 300  | Corning    | Multimode (Gradientenindex)    | 0062,5              | 0125                | 245                 |
| MM-S105         | Nufern     | Multimode (Stufenindex)        | 0105                | 0125                | 245                 |
| K200/230        | Leoni      | Multimode-PCS (Stufenindex)    | 0200                | 0230                | 500                 |
| AS-400/440 IR   | Vacom      | Multimode (Stufenindex)        | 0400                | 0440                | 480                 |
| Optran UV 600   | CeramOptec | Multimode (Stufenindex)        | 0600                | 0660                | 760                 |
| GK-40           | Mitsubishi | Multimode-POF (Stufenindex)    | 0980                | 1000                |                     |
| Optran HUV 1500 | CeramOptec | Multimode-PCS (Stufenindex)    | 1500                | 1550                |                     |

## Grenzen der Übertragung
Sowohl die Länge der Übertragungsstrecke als auch die Übertragungsrate werden durch Eigenschaften des Lichtwellenleiters begrenzt. Die maximale Übertragungsstrecke ist bei digitalen Signalen erreicht, wenn der Empfänger nicht mehr sicher die Flanken des Signals erkennen kann. Dies ist der Fall, wenn das Signal zu schwach oder wenn die Signalform zu stark verzerrt ist. Je geringer die Verluste pro Kilometer ausfallen, desto weiter kann ein Signal übertragen werden, bevor es zu schwach wird. Die Dispersion beeinflusst, wie sehr sich Wellenzüge bei der Übertragung verformen. Das Spektrum eines Signals ist umso breiter, je höher seine Taktrate ist. Bei gegebener Dispersion nehmen daher die Verformungen mit der Taktrate zu.

### Verluste durch fundamentale Materialeigenschaften

Lichtdämpfung durch Verunreinigungen (Wasser) und fundamentale Materialeigenschaften: An den Rändern sind die Ausläufer der Absorptionsbanden im UV (überlagert von Verlusten durch Rayleigh-Streuung) und IR-Bereich zu sehen. Zusätzlich sind diese von den sog. Water-Peaks bei 950, 1240 und 1380 nm überlagert.

Die während der Lichtleitung in Glasfasern entstehenden intrinsischen Verluste sind auf fundamentale Materialeigenschaften und unerwünschte Verunreinigungen des verwendeten Glases zurückzuführen.
Es gibt materialspezifische Absorptionsbanden im ultravioletten und infraroten Spektralbereich. Die Ausläufer erstrecken sich jeweils bis in den dazwischen liegenden Bereich der optischen Datenübertragung (nahes Infrarot, NIR) und würden unter Vernachlässigung der weiter unten beschriebenen zusätzlich auftretenden Verlustmechanismen ein theoretisches Dämpfungsminimum um 1500 nm ergeben.
- Die UV-Absorption beruht auf elektronischen Übergängen in der komplexen Bandstruktur des Glases, die durch die variierenden Bindungslängen und Bindungswinkel im unregelmäßigen Siliziumdioxid-Gefüge (SiO2) gegeben ist. Die Bandübergänge werden durch die Anregung von Phononen und Exzitonen, und deren mögliche Interaktion untereinander verursacht. Die UV-Absorption amorpher Materialien wie Glas zeigt ein typisches exponentielles Abklingverhalten mit zunehmender Wellenlänge, die als Urbach-Ausläufer (engl. Urbach tail) bezeichnet werden.[14][15]
- Im infraroten Spektralbereich kommt es durch Materialresonanzen zu Absorptionsbanden, die hauptsächlich auf Molekülschwingungen der Si-O-, Ge-O- und P-O-Bindungen zurückzuführen sind.

Die UV-Absorption wird zusätzlich noch überlagert von der Rayleigh-Streuung, die durch die statistische amorphe Struktur des Glases verursacht wird und mit 1/λ4 zu längeren Wellenlängen hin abnimmt. Sie überwiegt im nahen infraroten Spektralbereich bis ca. 1500 nm und trägt entscheidender zur Gesamtdämpfung bei als die Ausläufer der UV-Absorption. Die in Glasfasern ebenfalls auftretende Brillouin- und Raman-Streuung kann bei den meisten Anwendungen typischerweise vernachlässigt werden, da deren Beitrag zur Dämpfung sehr gering ist. Mögliche Beeinflussungen durch nichtlineare Effekte treten bei diesen Streuprozessen erst beim Einsatz hoher optischer Leistungen auf (stimulierte Brillouin- bzw. Raman-Streuung).
Weitere Ursachen sind Verunreinigungen des Fasermaterials, hauptsächlich während des Herstellungsprozesses absorbiertes Wasser, oder des Ausgangsmaterials. Höhere Harmonische der Molekülschwingungen der O-H-Bindungen (Fundamentale um etwa 2800 nm) erzeugen zusätzliche Absorptionsmaxima bei 950 nm, 1240 nm und 1380 nm, Wasserbanden, die auch als water peaks (englisch) bezeichnet werden. Die einzelnen Beiträge zum Energieverlust ergeben einen wellenlängenabhängigen Gesamtverlust, wie er im Bild rechts dargestellt ist. Einfache Fasern werden deshalb in den um die Minima liegenden Spektralbereichen um 850 nm, 1310 nm (O-Band) oder 1550 nm (C-Band) betrieben.
Eine Weiterentwicklung der Standard-Singlemode-Faser (SSMF) sind die sogenannten Low-Water-Peak-Fasern (ITU-T G.652.C und G.652.D) und Zero-Water-Peak-Fasern. Im Gegensatz zur SSMF werden diese Fasern durch verbesserte Herstellungsprozesse und Ausgangsmaterialien (nahezu) wasserfrei hergestellt, wodurch die Dämpfung im Wellenlängenbereich zwischen 1260 nm und 1625 nm stark reduziert werden kann.
Mit diesen Fasern wird das sogenannte E-Band (engl. extended band) für die Datenübertragung geöffnet. Dieser Bereich wird überwiegend mit der CWDM-Technologie (engl. coarse wavelength division multiplex, dt. ‚grobes Wellenlängenmultiplexing‘) erschlossen, die es ermöglicht aufgrund der großen Kanalabstände auf sehr kostengünstige, ungekühlte Laser für die Übertragung zurückzugreifen.

### Biegeverluste

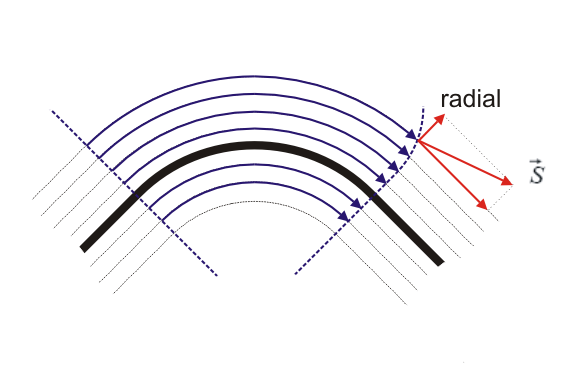
Verluste durch Biegung von Lichtwellenleitern: An der Außenseite der Biegestelle kommt es zum Zurückbleiben der Wellenfront. Die entstehende radiale Komponente des Poynting-Vektors führt zum Austritt von Energie.

Bei Biegeradien der Glasfasern von einigen Zentimetern entstehen Verluste durch Abstrahlung von Leistung aus dem Kern in den Mantel. Für Multimodefasern kann dies strahlenoptisch dadurch erklärt werden, dass der Grenzwinkel für die Totalreflexion an der gebogenen Stelle unterschritten wird und dadurch ein Teil des Lichtes aus dem Glasfaserkern entweicht. Für Monomodefasern gilt die wellenoptische Betrachtungsweise, die aussagt, dass immer ein Teil der transportierten Leistung sich auch auf den Mantel erstreckt. Der Modenfelddurchmesser ist immer größer als der Kerndurchmesser und nimmt mit der Wellenlänge zu. Im äußeren Bereich der Biegestelle kommt es mit zunehmendem Abstand vom Kern zu einer Wegverlängerung, die ein Zurückbleiben der Phasenfronten verursacht, da die maximale Ausbreitungsgeschwindigkeit im Mantel nicht überschritten werden kann. Durch die nicht mehr ebene Wellenfront kommt es zu einer radialen Komponente des Poyntingvektors, die eine Abstrahlung von Energie zur Folge hat.
Die beschriebenen Effekte machen sich in Form einer Dämpfungserhöhung bemerkbar, die je nach Leistungsbudget, Streckenlänge und Biegung zum Totalausfall der Übertragung führen kann.
Speziell für den Bereich Fiber to the Home (FTTH) und die damit verbundenen schlechteren Installationsbedingungen in Wohnhäusern entwickelten die Glasfaserhersteller in der jüngsten Zeit neue Glasfasern mit reduzierten Biegeverlusten (engl. bending loss). Ziel ist es bei diesen Low-Bending-Loss-Singlemode- und -Multimode-Fasern, den Brechungsindex im Mantel durch geeignete Maßnahmen zu verringern bzw. so zu modifizieren, dass der Modenfelddurchmesser reduziert und somit weniger Leistung in den Mantel abgestrahlt wird. Vorgeschlagene Methoden sind dabei die Einbringung einer ringförmigen mit Fluorid dotierten Schicht im Mantel, in der der Brechungsindex grabenförmig um den Kern verringert wird (engl. trench-assisted), die Einbringung einer ringförmigen Nano- oder Mikrostruktur (photonische-Kristall-Struktur) aus Hohlräumen im Cladding (engl. photonic-crystal fiber, kurz PCF), die auch zu einer Reduzierung des effektiven Brechungsindexes (siehe Wellenleiterdispersion) in den entsprechenden Bereichen führt.
Durch solche biegeunempfindlicheren Fasern ist es möglich, auch bei Biegeradien im Bereich von unter 10 mm eine nahezu verlustlose Übertragung sicherzustellen. Im Singlemode-Bereich sind sie spezifiziert nach ITU-T G.657, Kategorie A und B, wobei die Kategorie A die Anforderungen für Standard-Singlemode-Fasern nach ITU-T G.652 erfüllt.

### Einfüge- und Koppelverluste
Beim Einkoppeln des Lichtes in die Faser sowie beim Verbinden von Fasern mittels Steck- und Spleißverbindungen können Einfüge- bzw. Koppelverluste durch mehrere Faktoren auftreten:
- Kernexzentrizitäten und unterschiedliche Modenfelddurchmesser der zu verbindenden Fasern
- longitudinaler und transversaler Versatz sowie Winkelversatz der Faserenden
- Oberflächenreflexionen an den Faserenden
- falsche Anpassung der numerischen Apertur und Fokusgröße zwischen Einkoppeloptik und Faser.

Bei Verbindungen von Lichtwellenleitern ist es wichtig, dass die Lage des Faserkerns mittig ist (Kernexzentrizität), sowie die Abmessungen und Rundheit der Fasern genau eingehalten werden und zueinander kompatibel sind. Die Exzentrizität des Faserkerns (Versatz zwischen Mittelpunkt des Faserkerns und Mittelpunkt des Fasermantels) liegt bei heutigen Monomodefasern bei weniger als 0,5 µm. Weitere transversale Versätze können durch Toleranzen bei der Steckermontage entstehen, wo die Faser in eine Aufnahmehülse (engl. ferrule) mit einer Bohrung von zum Beispiel {\displaystyle \textstyle 126_{-0}^{+1}} µm (Monomodefasern) bzw. {\displaystyle 127_{-0}^{+2}} µm (Multimodefasern) eingeklebt wird, sowie durch Toleranzen der Führungshülsen der Steckeraufnahmen, die im Bereich von 1 bis 2 µm liegen. Da das Signal bei Monomodefasern durch einen wenige Mikrometer dicken Kern transportiert wird, führt jede Fehlanpassung zu einer Teilüberlappung und somit zu einem Leistungsverlust.
Der größere Kerndurchmesser von Multimodefasern gestattet größere Toleranzen am Übergang zwischen zwei Fasern. Applikationen wie 10-Gigabit-Ethernet und speziell 40- und 100-Gigabit-Ethernet haben jedoch nur geringe Reserven für Dämpfung und Verluste und zu hohe Toleranzen und Abweichungen können daher auch hier schnell die Grenzen erreichen.

### Dispersion
Verschiedene Dispersionseffekte tragen dazu bei, dass es während der Übertragung zu einer Verformung bzw. Impulsverbreiterung und Überlagerung der dem Licht aufmodulierten Signalform kommt.  Dies ist auf unterschiedliche Ausbreitungsgeschwindigkeiten verschiedener Signalanteile zurückzuführen. Dabei hat das zur Informationsübertragung genutzte Licht eine bestimmte spektrale Breite, die mindestens so groß ist wie die Bandbreite des aufmodulierten Nutzsignales. Erreichen nun unterschiedliche Wellenlängen den Empfänger mit unterschiedlicher Verzögerung, so verschleift beispielsweise die Signalform eines Rechteckes. Somit können auf der Empfängerseite die einzelnen Signale nicht mehr voneinander unterschieden werden. Die Verformung ist umso größer, je länger die Faserstrecke und je größer ihre Dispersion bei den benutzten Wellenlängen ist.

#### Modendispersion
Innerhalb eines Stufenprofils-LWL, auch als Stufenindex-Multimodefaser bezeichnet, breiten sich einzelne Moden auf unterschiedlichen Wegen aus. Dies führt zu einer für jeden Strahl unterschiedlichen Laufzeit und hängt vom radialen Verlauf des Brechungsindexes ab. Ein parabelförmig nach außen absinkender Brechungsindex senkt die Modendispersion im Idealfall bis auf Null. Für Monomodefasern, auch als Einmodenfasern bezeichnet, entfällt diese Art der Dispersion.

#### Chromatische Dispersion
Diese ist abhängig von der Wellenlänge {\displaystyle \lambda } und unterteilt sich in die Materialdispersion und Wellenleiterdispersion. Eine praktische Maßeinheit der chromatischen Dispersion ist Pikosekunden pro Kilometer mit Faserlänge und Nanometer Wellenlängenunterschied {\textstyle (\mathrm {\frac {ps}{km\cdot nm}} )} für die Übertragbarkeit digitaler Signale.

##### Materialdispersion
Kurze Lichtpulse, wie sie für schnelle digitale Übertragung von Information benötigt werden, enthalten notwendigerweise Licht mit unterschiedlicher Frequenz. Die Ausbreitungsgeschwindigkeit von Licht in Glas ist grundsätzlich abhängig von der Frequenz des Lichtes. Diese Dispersion bewirkt, dass sich Teile des Signals schneller im Glas ausbreiten als andere. Nach einer gewissen Laufstrecke wird dadurch der Zeitverlauf des Lichtsignals so „verschmiert“ dass der Empfänger die kodierte Information nicht mehr erkennen kann. Für die Übertragung von digitalen Signalen mit hoher Bandbreite über lange Strecken ist daher eine möglichst geringe Dispersion des verwendeten Materials wünschenswert.
Für Quarzglas, aus dem viele Lichtwellenleiter hergestellt werden, liegt bei einer Wellenlänge von 1300 nm ein Bereich mit verschwindender Dispersion. Aus diesem Grund verwenden viele Faserkommunikationssysteme diese Wellenlänge als Trägerfrequenz.

##### Wellenleiterdispersion
Die Totalreflexion ist eine ideale Vorstellung der Reflexion an der Grenzfläche zu Kern und Mantel. Die einzelnen Moden dringen tatsächlich auch in den Mantel des LWL ein. Durch den effektiveren Brechungsindex zwischen Faserkern und der geringeren Brechzahl des Fasermantels kommt es im Mantel zu einer höheren Ausbreitungsgeschwindigkeit der Mode. Somit liegt die Ausbreitungsgeschwindigkeit einer Mode zwischen der Ausbreitungsgeschwindigkeit im Mantel und der Ausbreitungsgeschwindigkeit im Kern. Wie tief eine Mode in den Mantel eindringt hängt von der Wellenlänge der Mode ab. Dadurch ergibt sich eine wellenlängigeabhängige Ausbreitungsgeschwindigkeit für unterschiedliche Mantelmaterialien. Dies ist eine andere Form der chromatischen Dispersion. Deswegen gibt es einen Zusammenhang zwischen dem geringeren Brechzahlunterschied und der damit umso geringeren Wellenleiterdispersion, aber auch die Numerische Apertur nimmt ab.

#### Polarisationsmodendispersion (PMD)
Die Polarisationsmodendispersion entsteht durch die unterschiedliche Ausbreitungsgeschwindigkeit des Lichtes. Dies wird auch als die differentielle Gruppengeschwindigkeit oder differentielle Gruppenlaufzeit bezeichnet. Der maximale Laufzeitunterschied wird durch {\textstyle {\displaystyle \Delta \tau =D_{\rm {PMD}}{\sqrt {L}}}} beschrieben. {\textstyle D_{\rm {PMD}}} bezeichnet den PMD-Koeffizienten.

#### Allgemeine praktische Zusammenhänge
Als Singlemode-Fasern für Weitverkehrsnetze werden heutzutage Non-Zero-Dispersion-Fasern (ITU-T G.655.C) verwendet. Sie verbinden eine sehr geringe Dämpfung mit einer geringen Dispersion im C-Band (engl. conventional band), wodurch im Gegensatz zu Standard-Singlemodefasern (SSMF) Übertragungen über längere Strecken ohne externe Dispersionskompensation möglich sind.
Der Brechungsindex von Glas hängt nicht nur von der Frequenz, sondern auch von der Amplitude des hindurch geleiteten Lichts ab. Für bestimmte, Soliton genannte Signalformen hebt dessen Einfluss die Verformungen durch von der Frequenz abhängige Dispersion auf. Seit über drei Jahrzehnten wird darauf hingewiesen, dass es dadurch im Prinzip möglich ist, eine Faserstrecke über tausende Kilometer ohne Repeater zu betreiben. Eine Signalverstärkung ist jedoch nötig. Praktische Hürden verhindern jedoch bisher einen breiten Einsatz in der Faserkommunikation.

## Herstellung
Die Herstellung von Glasfasern erfolgt in zwei Schritten. Zuerst wird eine sogenannte Preform mittels chemischer Gasphasenabscheidung (englisch chemical vapor deposition, CVD) erzeugt, bei der es sich um einen Glasstab von typischerweise 1 m Länge und 10 bis 50 mm Durchmesser handelt. Die Preform besitzt schon das Brechungsindexprofil der späteren Faser, welche später durch Aufschmelzen aus dieser gezogen wird.

### Herstellung der Preform
Um eine möglichst geringe Dämpfung in Glasfasern zu erzielen, bedarf es einer besonders hohen chemischen Reinheit des erzeugten Quarzglases. Um dies zu erreichen, bedient man sich verschiedener CVD-Prozesse, bei denen sich hochreines Siliziumdioxid (SiO2) aus der Gasphase an der Preform abscheidet. Die eingesetzten Verfahren unterscheiden sich hauptsächlich darin, ob der Abscheidungsprozess im Inneren oder auf der Außenseite der Preform stattfindet. Bei allen Verfahren wird zur Erzeugung des Glases eine chemische Reaktion von Tetrachlorsilan (SiCl4) und Sauerstoff (O2) zu Siliziumdioxid und Chlor (Cl2) eingesetzt:
{\displaystyle \mathrm {SiCl_{4}+O_{2}\longrightarrow SiO_{2}+2\;Cl_{2}} }.
Für chemische Reaktion bei den gezielt eingebrachten Dotierungen (zur Realisierung des gewünschten Brechungsindexprofils, siehe Aufbau) gilt je nach Wertigkeit ähnliches (Germanium) bzw. in leichten Abwandlungen, z. B. Bor (B) oder Phosphor (P):
{\displaystyle \mathrm {4\;POCl_{3}+3\;O_{2}\longrightarrow 2\;P_{2}O_{5}+6\;Cl_{2}} }.

#### Outside Vapor Deposition (OVD)

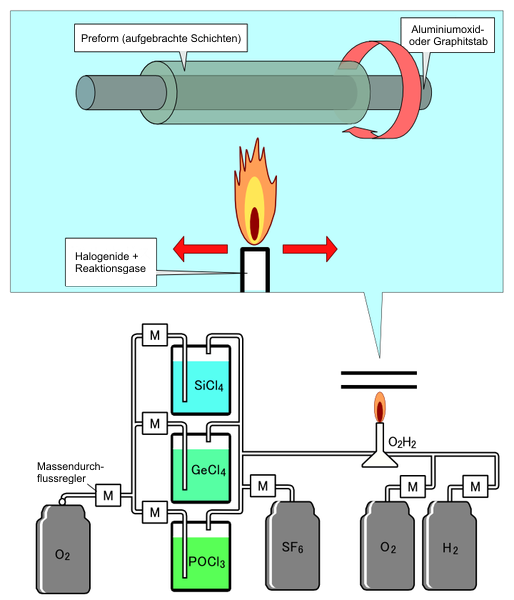
OVD-Verfahren

Das OVD-Verfahren (engl. outside vapor deposition, dt. ‚außenseitige Gasphasenabscheidung‘) ist die älteste Herstellungsmethode. Sie wurde von Corning entwickelt und wird dort immer noch verwendet. Bei diesem Verfahren wird das Glas auf der Außenseite eines massiven Rundstabes aus Aluminiumoxid oder Graphit aufgebracht, indem die gasförmigen Halogenide und Reaktionsgase kontrolliert in eine Brennerflamme geblasen werden und sich dann die entstehenden Glaspartikel am Glasstab abscheiden. Eine gleichmäßige Schicht wird durch entsprechende Rotation und Vortrieb des Stabes erreicht. Mehrere tausend Schichten können so aufgebracht werden um den gewünschten Brechungsindexverlauf zu erzielen. Durch einen anschließenden Sinterprozess wird die noch poröse Struktur verdichtet und noch vorhandene Gase und Wasserreste entfernt. Der innere Rundstab wird dann entfernt und durch weiteres Erhitzen des entstandenen Hohlstabes wird dieser zur Preform geschrumpft (kollabiert). Während des Kollabierens kommt es typischerweise zu einem Brechungsindexeinbruch in der Mitte des späteren Faserkerns, da es durch die Erhitzung im Innenbereich zu einer Ausgasung des Dotiermaterials Germanium (Ge), in Form von Germanium(II)-oxid (GeO) kommt.

#### Vapor (Phase) Axial Deposition (VAD)

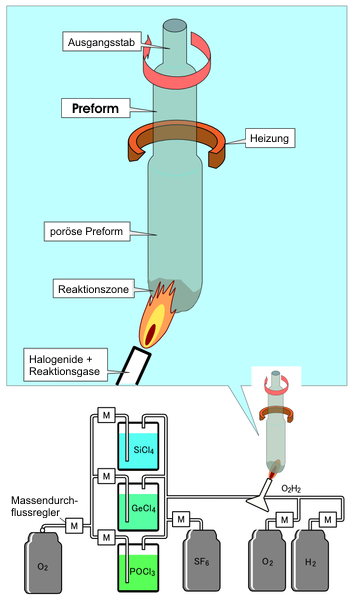
VAD-Verfahren

Beim VAD-Verfahren (engl. vapor phase axial deposition, dt. ‚axiale Gasphasenabscheidung‘) wird das Glas an der Stirnseite eines rotierenden massiven Stabes abgeschieden, wobei das Brechungsindexprofil durch variable geometrische Anordnung der Gasbrenner bzw. -düsen erreicht wird. Auch hier wird die noch poröse Struktur später durch Sintern verdichtet, aber es ist kein Kollabieren des Rundstabes mehr nötig, und der bei der OVD entstehende radiale Brechungsindexeinbruch im Kern wird vermieden. Mit diesem Verfahren kann gewissermaßen eine endlose Preform erzeugt werden, was die Herstellung besonders langer Fasern ermöglicht.

#### Modified Chemical Vapor Deposition (MCVD)

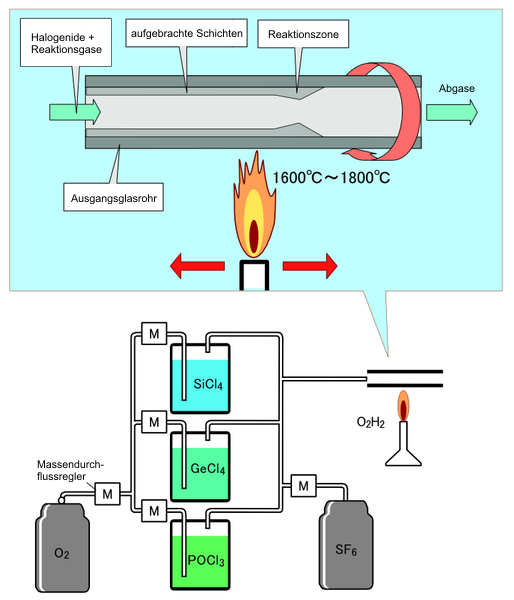
MCVD-Verfahren

Im Gegensatz zu den ersten beiden Verfahren findet beim MCVD-Verfahren (engl. modified chemical vapor deposition, dt. ‚modifizierte chemische Gasphasenabscheidung‘) der Abscheidungsprozess im Inneren eines Glasrohres statt, aus dem später der äußere Bereich des Mantels wird. Die gasförmigen Halogenide werden dazu, mit einer geeigneten Mischung aus Reaktionsgas (Sauerstoff) und inerten Transportgasen (Argon oder Helium), kontrolliert in das Glasrohr eingeblasen. Von außen wird das Rohr mittels Gasbrenner erhitzt und es kommt an den heißen Zonen zur Abscheidung der Glaspartikel. Durch Rotation des Rohres oder der Brenner bzw. geeignete Positionierung mehrerer Brennerflammen wird die Abscheidung rotationssymmetrisch erreicht. Durch Führung der Brenner entlang des Rohres werden dann gleichmäßige Schichten an der Innenseite erzeugt. Da sich zwischen den Brennerflammen und der Reaktionszonen die Glasrohrwand befindet, wird bei diesem Verfahren der Einschluss von Restgasen und Wasserdampf vermieden. Auch hier schließt sich vor dem Kollabieren ein Sintervorgang an. Ähnlich wie bei dem OVD-Verfahren kommt es auch hier zu einem Brechungsindexeinbruch, da das für den Kern typischerweise benutzte Germanium (Ge) in Form von Germanium(II)-oxid (GeO) während des Kollabierens an der Innenseite entweicht, welche später den Faserkernmittelpunkt bildet.

#### Plasma Chemical Vapor Deposition (PCVD)
Beim PCVD-Verfahren (engl. plasma(-assisted) chemical vapor deposition, dt. ‚plasmaunterstützte chemische Gasphasenabscheidung‘) handelt es sich um eine Abwandlung der MCVD, bei dem die Gasbrenner durch Mikrowellengeneratoren (2,5 bis 3 GHz) ersetzt werden, welche ein Plasma im Inneren des Rohres erzeugen. Hierbei wird direkt auf einen Quarzglas Kernstab aufgebaut der meist nicht dotiert ist. Eine zusätzlich elektrische Aufheizung des Rohres auf etwa 1000 °C verhindert mechanische Spannungen zwischen den aufgebrachten Schichten und dem Trägerglas. Bei diesem Verfahren schlägt sich das Glas gleich porenarm nieder und es kann auf den Sinterschritt verzichtet werden. Ein weiterer Vorteil ist die relativ hohe Geschwindigkeit und die erzielbare Schichtdicke von unter 1 µm, was die Realisierung von sehr präzisen Brechungsindexverläufen erlaubt.
Ähnliche Verfahren, die synonym als PCVD-Verfahren zu betrachten sind, ist das PECVD-Verfahren (engl. plasma-enhanced CVD), das PICVD-Verfahren (engl. plasma impulsed CVD) und das SPCVD-Verfahren (engl. surface plasma CVD), welche sich weitestgehend nur in der Art der Erzeugung des Plasmas und des verwendeten Druckes im Rohrinneren unterscheiden.

### Ziehen der Faser

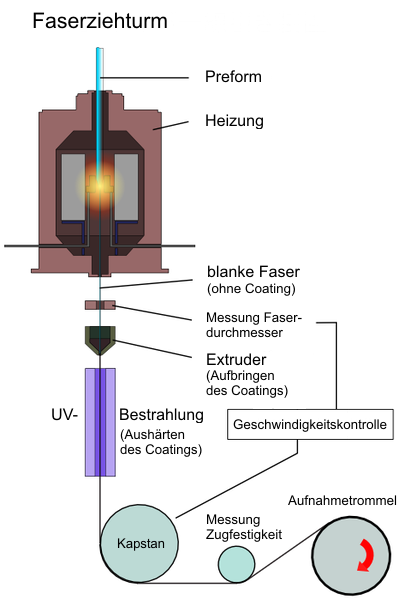
Aufbau eines Faserziehturms

In Faserziehtürmen wird ein Bereich des Rohlings auf Temperaturen von etwa 2000 °C erhitzt. Bei dieser Temperatur wird das Glas so weich, dass es zu einer Faser gezogen werden kann. Die damit verbundene Verringerung des Durchmessers im Verhältnis von etwa 200 : 1 führt zu einer Längenänderung von etwa 1 : 40000, pro Meter Rohling entstehen so 40 km Faser. Das Profil des Brechungsindex bleibt während des Ziehvorganges erhalten.
Während des Ausziehens der Faser wird der Faserdurchmesser ständig überprüft und der Vortrieb der Faser entsprechend geregelt. Die blanke Glasfaser wird nach dem Ausziehen gleich mit einer Beschichtung aus Kunststoff wie beispielsweise Polyimid, Acryl oder Silikon versehen. Dazu wird die Faser durch einen Extruder geführt und anschließend der Kunststoff durch UV-Bestrahlung ausgehärtet. Eine Aushärtung durch Heizen ist auch möglich, aber langsamer. Die Faserziehgeschwindigkeiten liegen zwischen einigen hundert und zweitausend Meter pro Minute und bestimmen zusammen mit der Aushärtezeit maßgeblich die Höhe des Faserziehturms. Vor dem Aufwickeln der fertigen Faser wird noch eine Zugfestigkeitsprüfung durchgeführt.

## Verbindungstechniken
Lichtwellenleiter werden mit Steckverbindungen oder Spleißverbindungen miteinander oder mit anderen Komponenten verbunden. In der Nachrichtentechnik sind dies Sender, Empfänger oder Verstärker und in der Messtechnik, Spektroskopie oder Medizintechnik beispielsweise Laser, Sensoren oder Detektoren.
Zur Verbindung von rotierenden Teilen kommen sogenannte optische Schleifringe oder Drehübertrager zum Einsatz, welche die kontinuierliche Datenübertragung (analog oder digital) von stehenden auf rotierende Bauteile, wie etwa in Computertomographen oder Industrierobotern, ermöglichen.

### Steckverbindungen und Steckertypen
Die Mehrheit der Steckverbindungen sind Stecker-Stecker-Verbindungen. Die verwendeten Stecker müssen dabei eine möglichst geringe Signaldämpfung (auch Einfügedämpfung, engl. insertion loss) und eine hohe Rückflussdämpfung (engl. return loss, Kehrwert des Reflexionsgrad), sowie eine hohe Reproduzierbarkeit bzw. Aufrechterhaltung dieser Parameter über mehrere hundert Verbindungszyklen besitzen.
| Abkürzung | Bezeichnung             | Reflexionsgrad | Rückflussdämpfung |
| --------- | ----------------------- | -------------- | ----------------- |
| PC        | Physical Contact        | < −30 dB       | > 30 dB           |
| SPC       | Super Physical Contact  | < −40 dB       | > 40 dB           |
| UPC       | Ultra Physical Contact  | < −50 dB       | > 50 dB           |
| APC       | Angled Physical Contact | < −60 dB       | > 60 dB           |

Erzielt wird dieses durch die Verwendung von federnd gelagerten sehr präzisen zylindrischen Hülsen zur Faseraufnahme (sogenannte Ferrulen), welche in den Steckeraufnahmen in direkten Kontakt gebracht werden, womit eine Einfügedämpfung von 0,1–0,5 dB erreicht wird. Die hauptsächlich aus Metall oder Keramik bestehenden Ferrulen werden mit der eingeklebten Faser speziell angeschliffen bzw. poliert. Heute werden nur noch die sogenannten PC-Stecker verwendet (engl. physical contact), mit einer abgerundeten Endfläche (Radius ca. 10–15 mm), welche beim Stecken einen physischen Kontakt der Faserkerne herstellen.
Immer höhere Anforderungen an die Rückflussdämpfung der installierten Steckverbindungen führten schließlich zu immer besseren Polierqualitäten der PC-Stecker, wozu die Grade SPC (engl. super physical contact) und UPC (engl. ultra physical contact) gehören. Eine weitere Erhöhung konnte dann nur noch durch die sogenannten HRL-Stecker (engl. high return loss) bzw. APC-Stecker (engl. angled physical contact) erreicht werden (Werte für die Rückflussdämpfung siehe Tabelle). Bei dieser Steckerart ist die Steckerendfläche nicht nur ballig ausgeführt, sondern sie ist zusätzlich noch um einige Grad (Standard ist 8°) verkippt zum typischerweise rechten Winkel zur Faserachse. Durch diesen Aufbau wird von der Steckerendfläche reflektiertes Licht aus dem Kern über das Mantelglas in die Luft hinaus gebrochen und kann somit die Datenübertragung nicht mehr stören. Stecker dieser Bauart führen ein APC als Ergänzung in ihrer Bezeichnung (ST/APC, SC/APC, FC/APC, LC/APC, LSH/APC usw.). UPC- und APC-Steckertypen kommen speziell bei Monomodefasern zum Einsatz.
Die am häufigsten verwendeten Steckerarten sind heute LC (engl. local connector) und SC (engl. subscriber connector). Aus älteren Installationen sind auch noch ST (engl. straight tip) und LSH weit verbreitet. Der LC-Stecker gehört wie der MU-, LX.5- und der FV-45-Stecker zu den sogenannten small-form-factor-Steckern (SFF-Stecker). Diese besitzen 1,25 mm Ferrulen und ermöglichen durch ihre kleinere Bauform eine höhere Bestückungsdichte als ältere Stecker, wie beispielsweise der SC-, ST- und LSH-Stecker mit 2,5 mm Ferrulen. Eine weitere Erhöhung der Portdichte kann mit Mehrfasersteckern mit MT-Ferrulen (engl. mechanical transfer) erreicht werden, wie etwa dem MTRJ-, MPO- bzw. MTP-Stecker. In MT-Ferrulen sind typischerweise 2 (MTRJ) bis 16 (MPO/MTP) Fasern pro Reihe (Faserabstand 250–750 µm) untergebracht und die Ausrichtung der Mehrfaser-Ferrule erfolgt durch zwei seitlich angebrachte hochpräzise Führungsstifte.

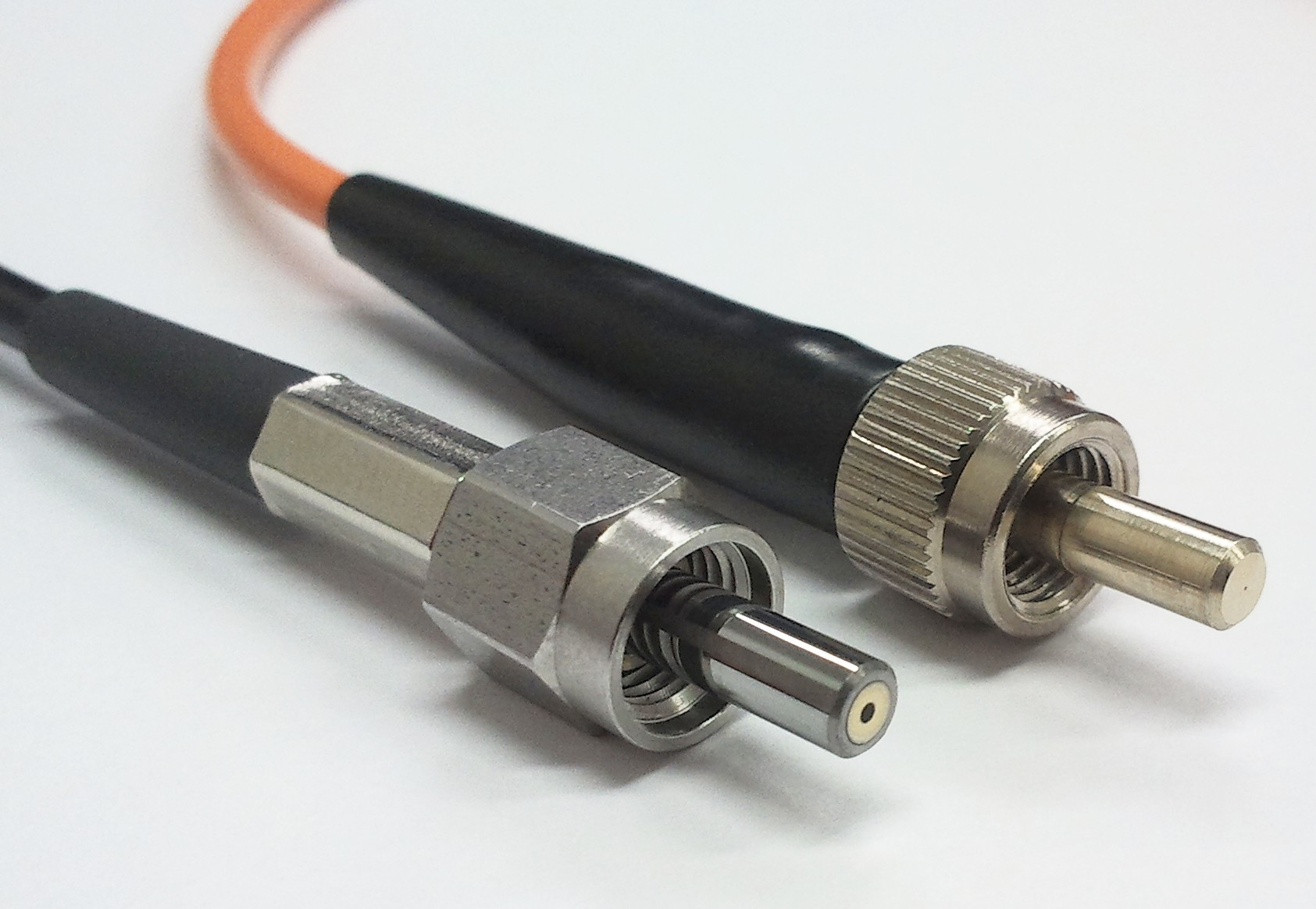
F-SMA-Stecker (SMA 905)
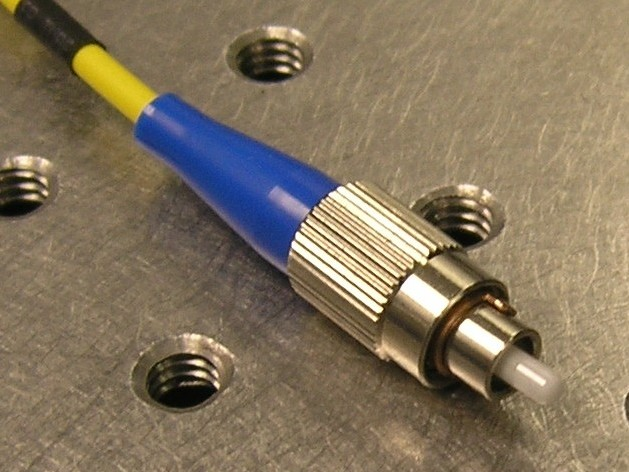
FC/PC-Stecker
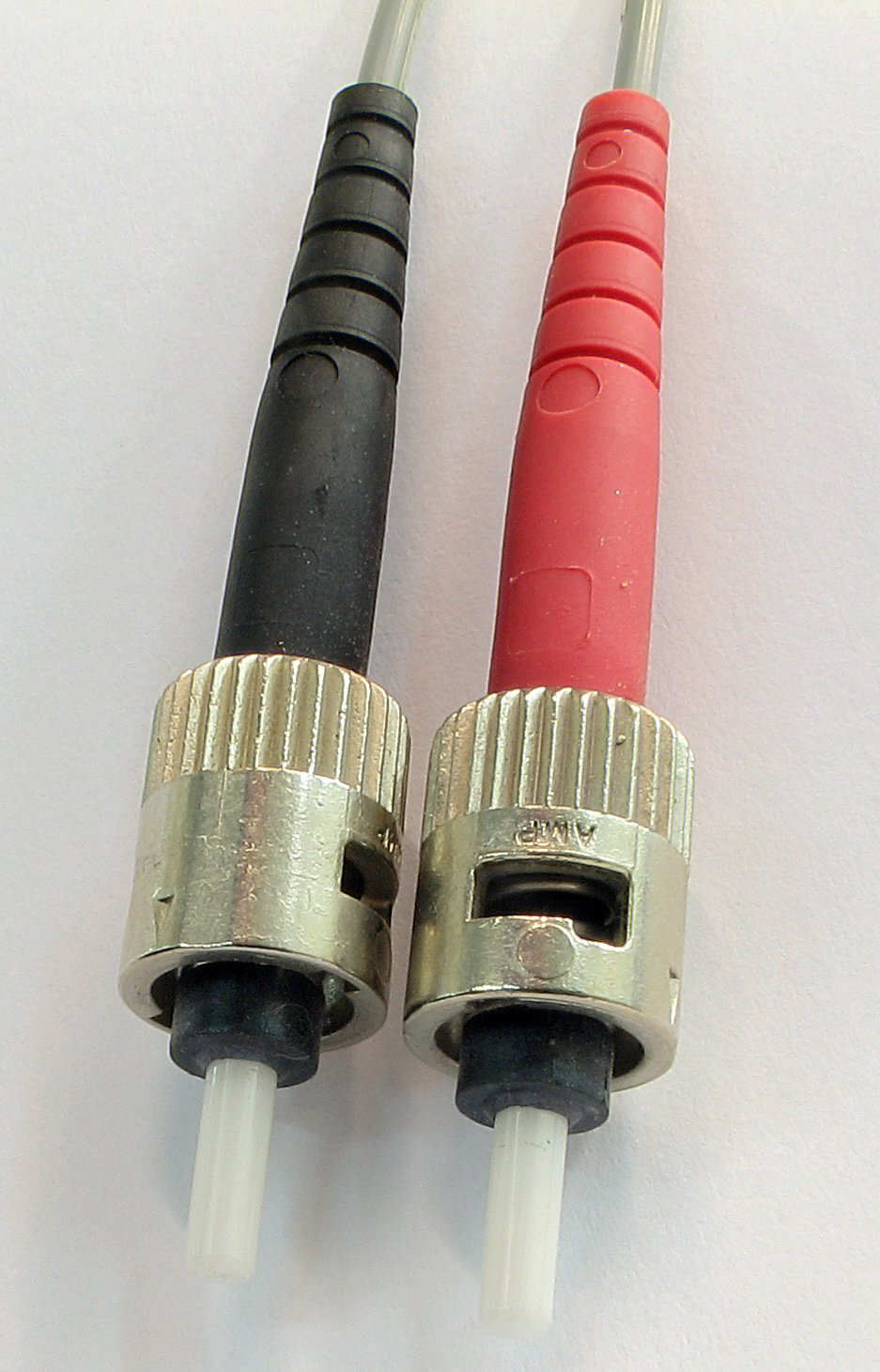
ST-Stecker
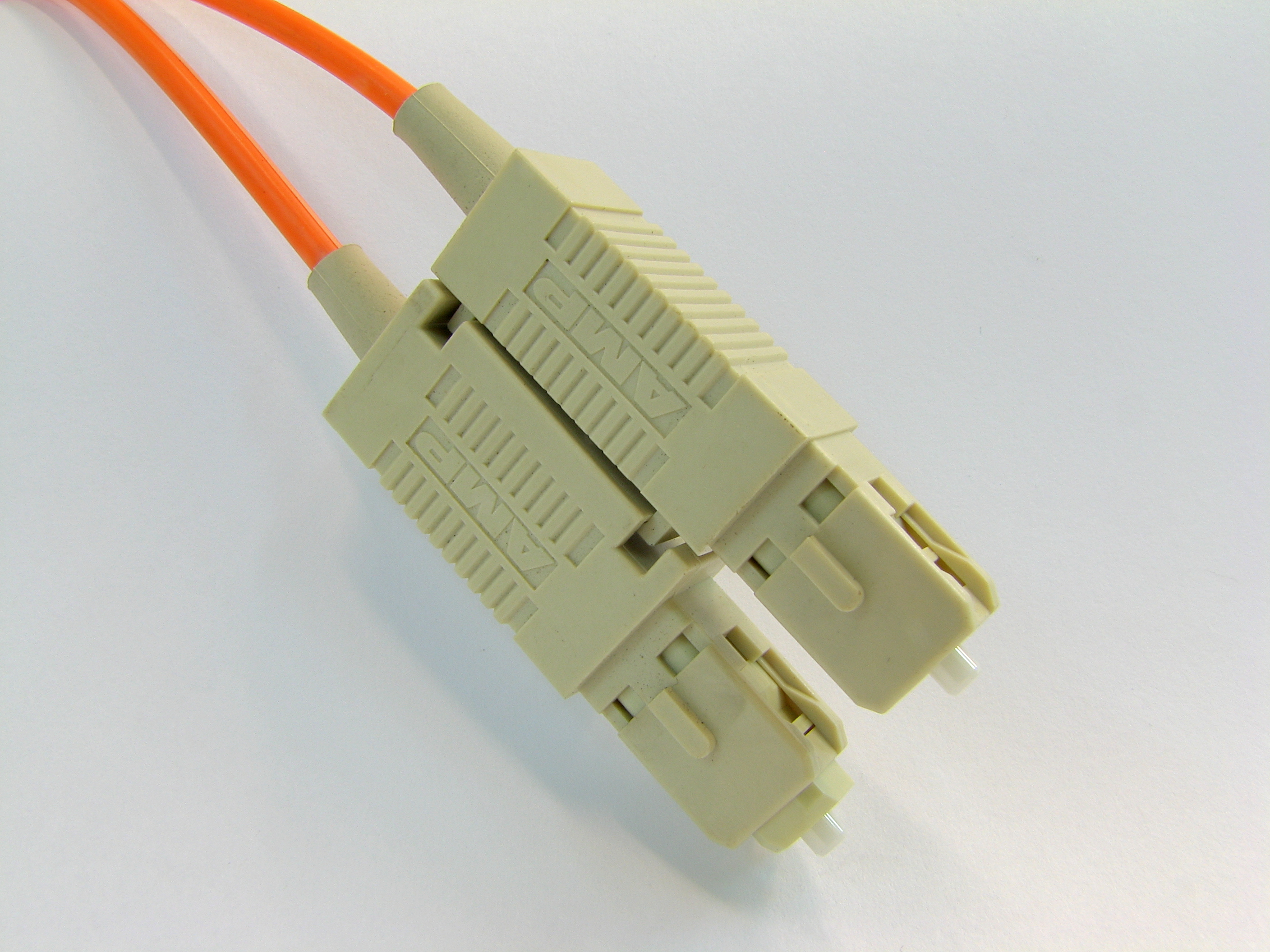
SC-Stecker
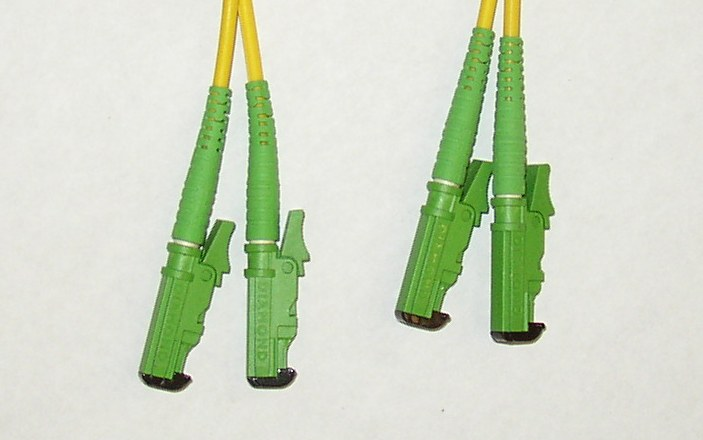
E-2000 Stecker
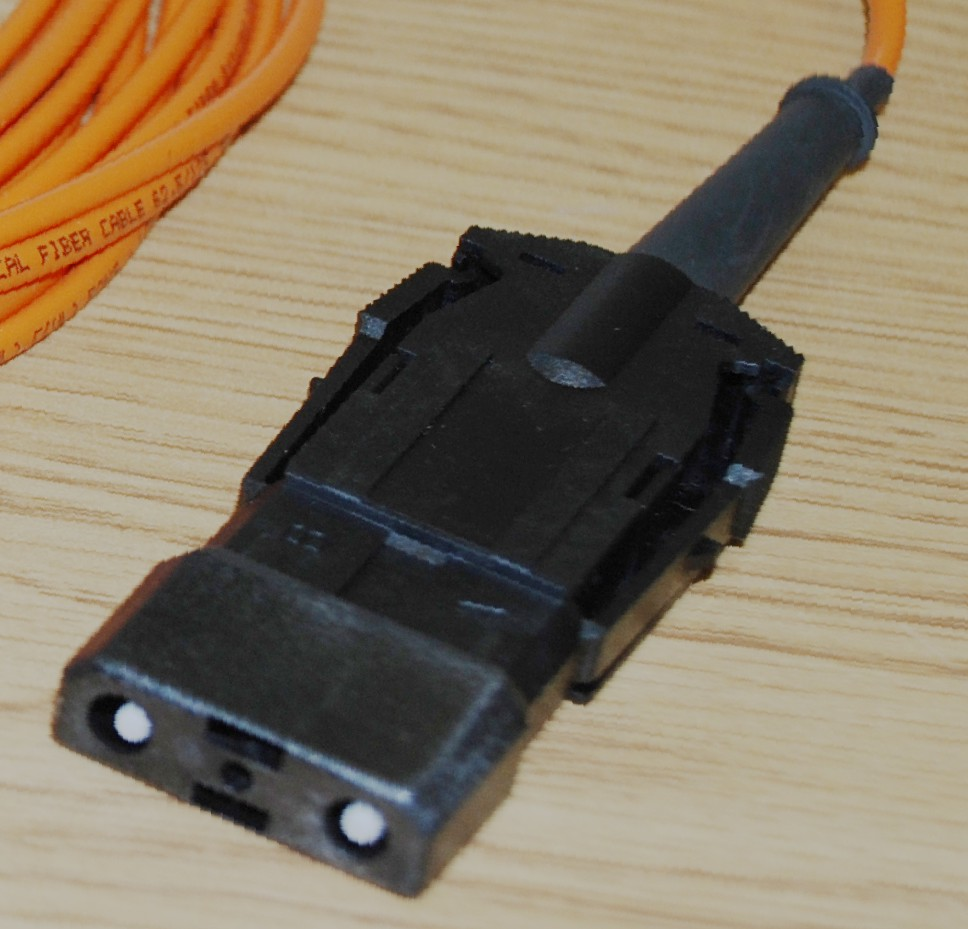
ESCON-Stecker
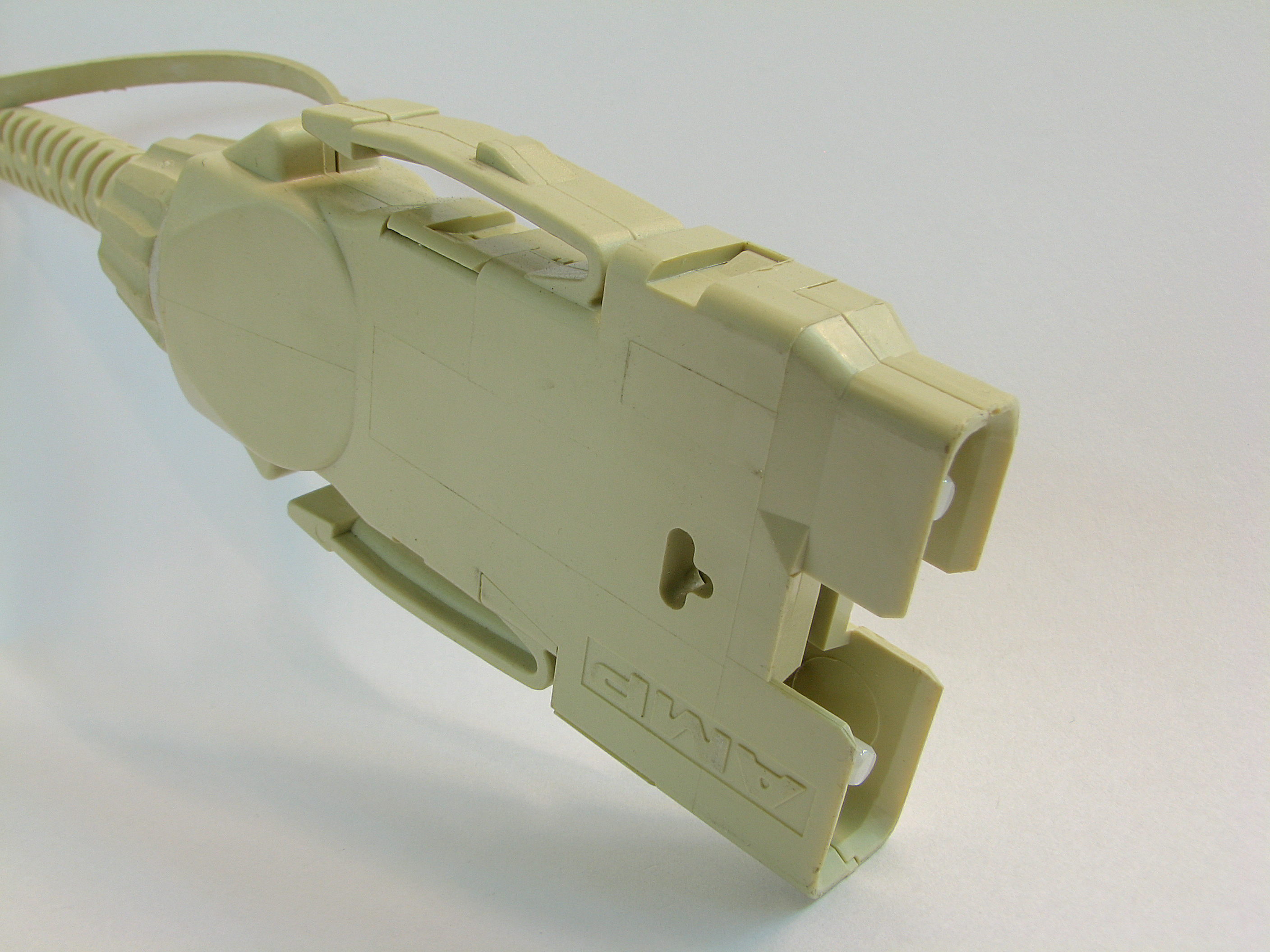
MIC(FDDI)-Stecker
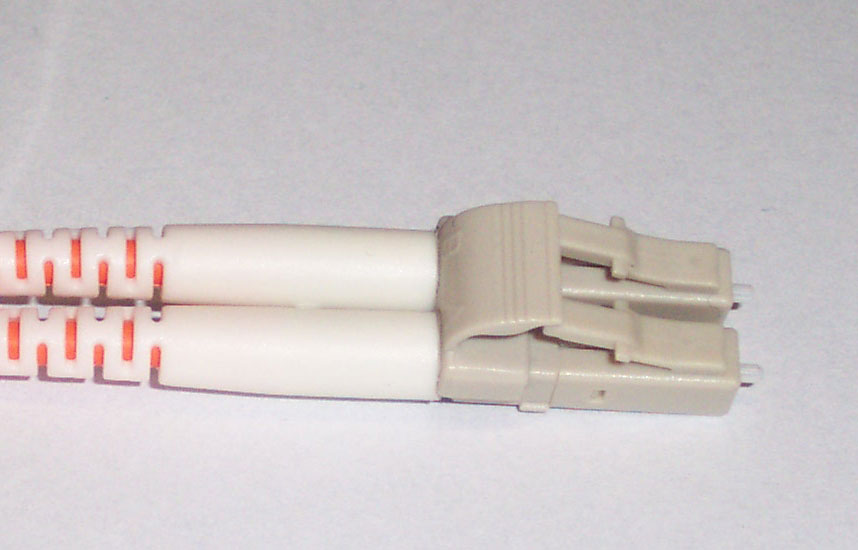
LC-Stecker
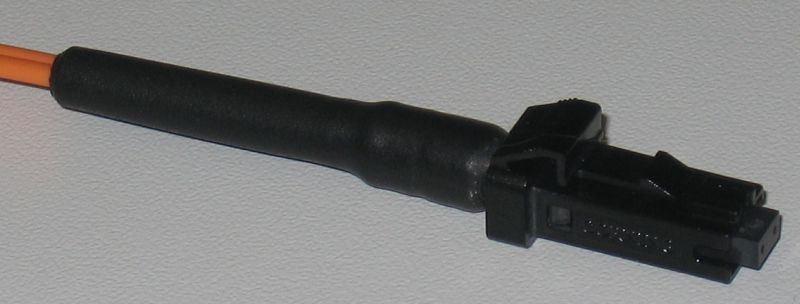
MTRJ-Stecker
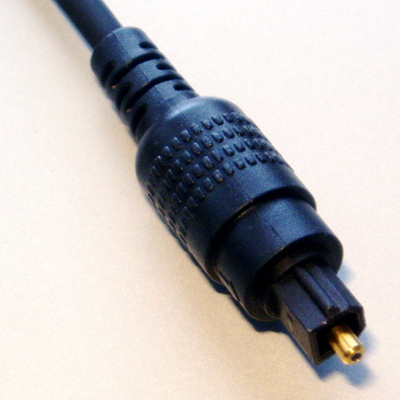
TOSLINK-Stecker

### Spleißverbindungen

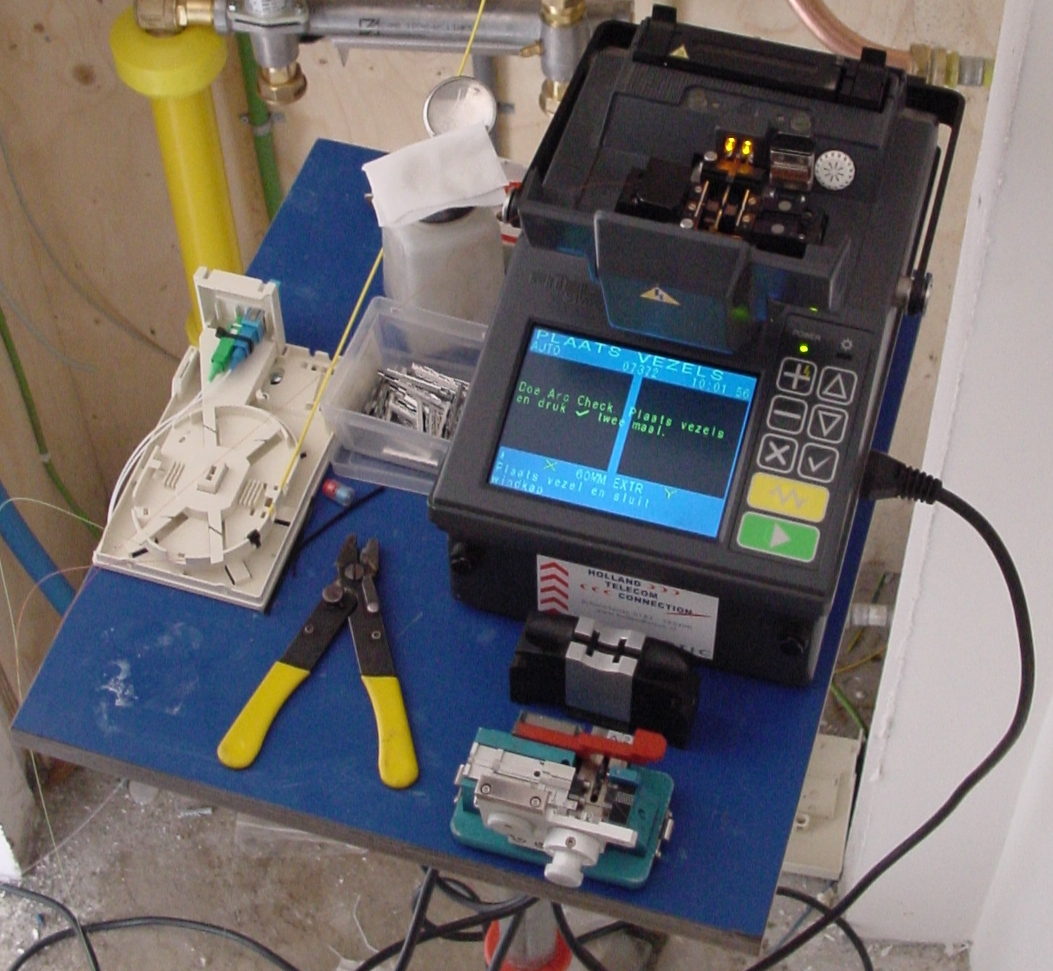
Fusions-Spleißmaschine
(engl. fusion splicer) mit Werkzeug zur Faservorbereitung

Das thermische Verspleißen von Glasfasern ist eine sichere und verlustarme Verbindungsmethode, erfordert jedoch eine spezielle Ausrüstung (Spleißmaschine) und Erfahrung. Die Enden müssen vor dem Verspleißen von Coating befreit (mit einem Abisolierer), plan zugerichtet (mit einem Trennwerkzeug zur Erzeugung qualitativ hochwertiger Faserbrüche) und genau zueinander positioniert werden (erfolgt typischerweise in der Spleißmaschine). Dann folgt eine Aufschmelzung der Faserenden durch einen kurzzeitigen Lichtbogen. Während des Aufschmelzens werden die Glasfaserenden ohne zusätzliches Fügemittel aneinandergeschoben. Danach wird die bruchempfindliche Spleißstelle mit einem Spleißschutz mechanisch und vor Feuchtigkeit geschützt. Die Erstellung einer lösbaren Verbindung, um zum Beispiel innerhalb eines Verteilerfeldes Rangiermöglichkeiten zwischen verschiedenen Strecken zu ermöglichen, erfolgt durch das Verspleißen eines Pigtails mit der Verlegefaser. Ein Pigtail ist ein Lichtwellenleiter, der auf der einen Seite einen konfektionierten Stecker besitzt.

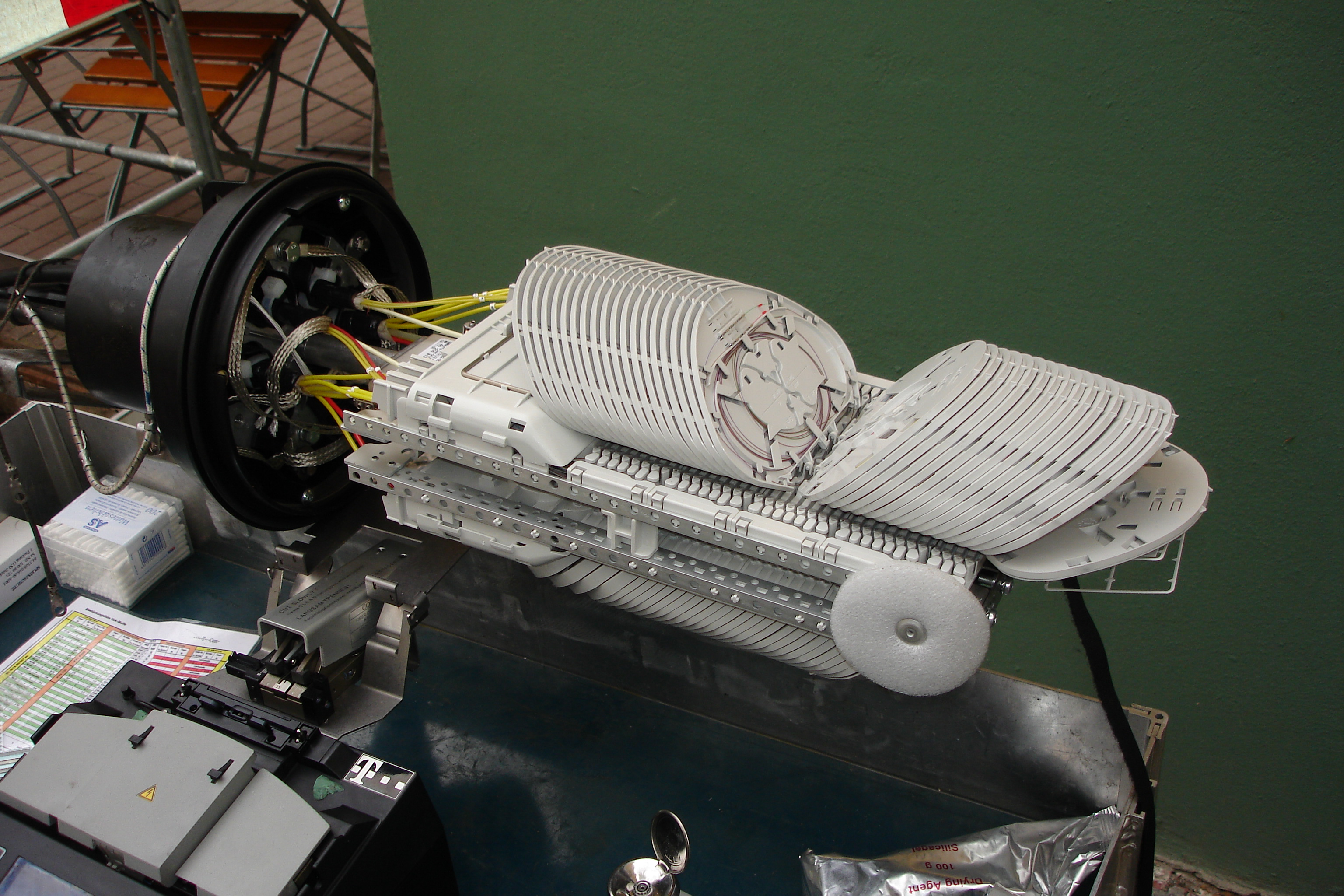
Glasfasermuffe, geöffnet

Glasfasermuffen enthalten mehrere Spleißverbindungen und verbinden zwei oder mehr Kabel mit jeweils mehreren Fasern bzw. LWL miteinander. Hierfür müssen die Glasfaserkabel einzeln gestrippt, verspleißt und in Kassetten eingelegt werden. Diese dienen dazu, dass bei evtl. Störungen einer Faser die restlichen Fasern unbeeinflusst bleiben. Eine Muffe kann über 200 einzelne Fasern aufnehmen, was mehrere Tage Installationszeit beanspruchen kann.
Daneben gibt es Spleißverbindungen sogenannter Ribbon- oder Bändchenkabel. Bei diesen Kabeln sind als Einzelelement bis zu zwölf Glasfasern in einer Klebematrix bandförmig nebeneinander untergebracht. Die zugehörigen Kabel beinhalten bis zu 100 solcher Bändchen, d. h. bis zu 1200 Glasfasern. Die entsprechende Spleißtechnik verspleißt immer die gesamten Bändchen miteinander, d. h. vier, sechs oder zwölf Glasfasern gleichzeitig mittels Lichtbogen.

### Weitere Techniken
In optischen Bauelementen finden sich auch Abzweige und Zusammenführungen von Fasern (Weichen). Zum Pumpen von starken Faserlasern müssen mehrere Fasern der Pumplaser an die aktive Faser angeschlossen werden. Dazu dienen sogenannte fiber combiner und WDMs. Zur Verbindung von Lichtwellenleitern mit unterschiedlichen Kerndurchmessern dienen sogenannte Taper. Weiterhin gibt es Umschalter für mehrere Fasern, sogenannte Faserschalter (engl. fiber switch). Diese können mechanisch oder optisch, d. h. berührungslos, arbeiten.

## Anwendung in der Nachrichtentechnik
Glasfaserkabel werden in der Nachrichtentechnik zur Informationsübertragung über kurze und weite Strecken mit hoher Bandbreite verwendet. Kostengünstige Multimodefasern kommen dabei auf kurzen Strecken zum Einsatz, und mit Monomodefasern können Strecken von einigen 10 bis über 100 km ohne Zwischenverstärkung mittels Repeatern überbrückt werden. Im Vergleich zu Kupferkabeln ist bei Glasfaserkabeln das Produkt aus Bandbreite und möglicher Entfernung wesentlich höher, das heißt, es können höhere Datenraten erreicht oder größere Entfernungen überbrückt werden.
In lokalen Datenübertragungsnetzen (Local Area Network und Storage Area Network) kommen Glasfaserkabel heute fast bei jedem Netzwerkstandard, wie etwa Ethernet, Fibre Channel oder InfiniBand zum Einsatz, früher populär war auch Fiber Distributed Data Interface (FDDI). Eine Erweiterung von bestehenden, auf Kupferkabeln beruhenden Netzen ist mit sogenannten Medienkonvertern möglich, die Netzwerksegmente unterschiedlicher Übertragungsmedien wie Twisted-Pair-Kabel, Koaxialkabel oder Lichtwellenleiter miteinander verbinden können. Vorrangig haben sich modulare Schnittstellen etabliert, bei denen die leitungsspezifischen Transceiver auswechselbar sind und die für diverse Geschwindigkeiten, Wellenlängen und LWL-Steckertypen verfügbar sind. In den verschiedenen Generationen und mit unterschiedlichen Portdichten gibt es Gigabit Interface Converter (GBIC), Small-Form-factor-Pluggable- (SFP bzw. Mini-GBIC), XENPAK-, X2-, XFP-, SFP+-, QSFP- und CFP-Module.

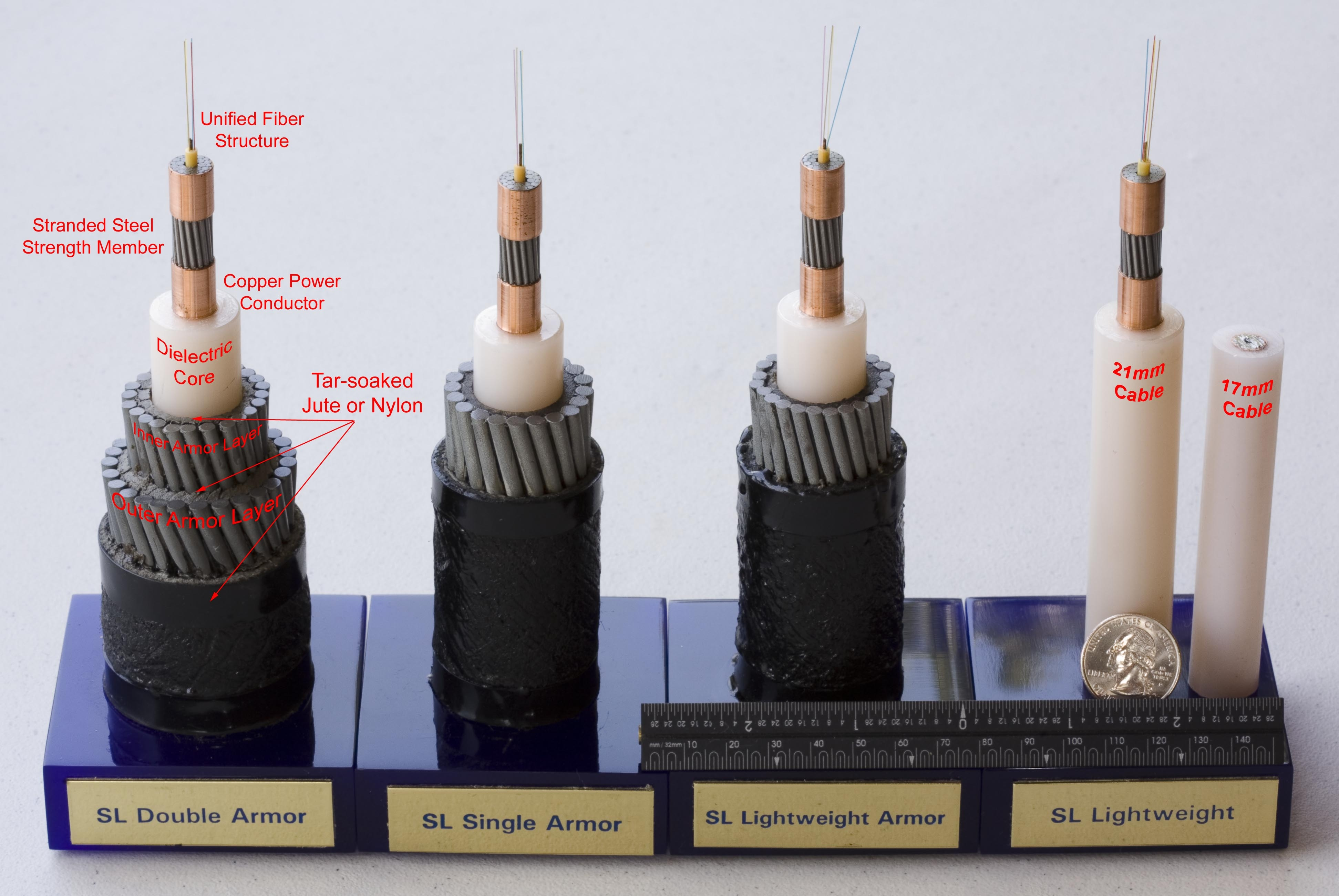
Glasfaser Seekabel

Im globalen Weitverkehrsbereich (Global Area Network) werden Lichtwellenleiter seit Ende der 1980er Jahre insbesondere für interkontinentale Seekabel bzw. transatlantische Telefonkabel verwendet, um den mit der rasanten Entwicklung des Internets steigenden Anforderungen an Bandbreite und Übertragungsrate gerecht zu werden. Aber auch im Weitverkehrsbereich von landesweiten Netzen (Wide Area Network und Metropolitan Area Network) werden Glasfaserkabel verstärkt eingesetzt. Die verwendeten Lichtwellenleiter werden dabei im DWDM-Verfahren betrieben, das enorme Übertragungskapazitäten ermöglicht. Hierbei werden mittels mehrerer Laser Signale verschiedener Wellenlänge eingekoppelt und gleichzeitig auf einer Faser übertragen. Man hat somit verschiedene Kanäle auf einer Faser. Mit Hilfe der breitbandig verstärkenden EDFAs ist ein Bandbreitenlängenprodukt von mehr als 10.000 (Tbit/s)·km möglich. Diese Systeme der 4. Generation wurden verstärkt Mitte der 1990er Jahre verbaut und sind bis heute Stand der Technik.
An den Endpunkten von Glasfaserkabeln werden die optischen Signale meist noch in elektrische gewandelt, die dann zum Beispiel über Koaxialkabel in die einzelnen Haushalte geführt werden. Anwendung findet hierbei u. a. die HFC.Technologie (Hybrid Fiber Coax) für Kabelfernsehen (Video-on-Demand). In den letzten Jahren wird vor allem in Japan, den USA und Europa der Ausbau von Glasfasernetzen im Anschlussbereich vorangetrieben. So werden dort die einzelnen Häuser direkt mit Glasfasern angeschlossen. Diese Vorgehensweise wird unter dem Begriff Fibre to the Basement (FTTB) zusammengefasst. Bei diesem Ausbau werden pro Gebäude ein bis zwei Fasern verlegt. Eine Faser wird dabei für den Download und die andere für den Upload benutzt und wird nur eine Faser verlegt, so läuft der Download über die Wellenlänge 1310 nm, während der Upload bei 1550 nm realisiert wird.
2013 wurden erste erfolgreiche Experimente veröffentlicht, in denen Informationen parallel über verschiedene Moden übertragen wurden. Mit einem solchen Raummultiplexverfahren könnte die Datenübertragungsrate in der Theorie auf das hundert bzw. tausendfache gesteigert werden. In der Praxis regt man allerdings durch ein „unsauberes“ Einkoppeln des Laserpulses in eine Multimodefaser eine Vielzahl verschiedener Moden an, die sich durch Krümmungen der Faser vermischen und durch unterschiedliche Übertragungsgeschwindigkeiten das zu übertragende Signal verzerren. Somit stellt eine höhere Anzahl an anregbaren Moden momentan noch einen gewissen Nachteil dar.

### Aufbau einer LWL-Übertragungsstrecke
Die heutigen Kommunikationsnetze bestehen im Kernbereich fast ausschließlich aus Glasfasernetzen, wobei wie oben erwähnt der direkte Anschluss der Endverbraucher über Lichtwellenleiter weiter vorangetrieben wird. Eine auf Lichtwellenleitern basierende Übertragungsstrecke besteht dabei aus folgenden Komponenten:
- Sender (Umwandlung der elektrischen in optische Signale)
- Übertragungsmedium (Lichtwellenleiter bzw. Glasfaserkabel)
- Komponenten zur Kopplung, Verzweigung, Modulation und Signalregeneration (aktiv und passiv)
- Empfänger (Umwandlung der optischen in elektrische Signale)

Als optische Sender werden LEDs bei Übertragungsraten bis zu 622 Mbit/s eingesetzt, mit einer Sendeleistung von ca. −24 bis −3 dBm (Leistungspegel in dBm mit der Bezugsgröße 1 mW). Für höhere Übertragungsraten (> 622 MBit/s) werden Laserdioden verwendet, wie beispielsweise Oberflächenemitter-Dioden bei der Übertragung mittels Multimodefasern und DFB- (Distributed Feedback Laser) oder Fabry-Pérot-Laser bei der Übertragung mittels Monomodefasern (typische Sendeleistungen liegen hier im Bereich von −10 bis 13 dBm).
Die als Übertragungsmedium verwendeten Lichtwellenleiter müssen eine möglichst kleine Dämpfung und Dispersion besitzen. Monomodefasern (geringe Dispersion) werden vorwiegend im Fernnetzbereich eingesetzt und Multimodefasern (größere Dispersion) finden dagegen im Ortsbereich oder in kleinen Netzen Anwendung (siehe Faserkategorien und Einsatzgebiete).
Als sogenannte Repeater zur Signalregeneration, sowie auch als Aus- und Eingangsverstärker, werden hauptsächlich mit Diodenlasern gepumpte Erbium-Faser-Verstärker (EDFA, engl. erbium-doped fibre amplifier) verwendet. Die Verstärkung erfolgt dabei wie bei einem Laser durch stimulierte Emission, jedoch wird durch Isolatoren am Verstärkerausgang der Aufbau eines optischen Resonators verhindert. Weiterhin kommen speziell für DWDM-Anwendungen Raman-Verstärker zum Einsatz, welche gegenüber einem EDFA die gleichzeitige Abdeckung des C- und L-Bandes erlauben, sowie einen einstellbaren Verstärkungsbereich besitzen. Die Verstärkung erfolgt hierbei in der eigentlichen Übertragungsfaser. Da sich die Verstärkung über die gesamte Faser verteilt, erzielt man ein deutlich besseres Signal-Rausch-Verhältnis.
Der optische Empfänger am Ende eines Lichtwellenleiters muss eine möglichst große Empfindlichkeit besitzen (ca. −30 bis −53 dBm) und sehr breitbandig sein. Verwendung finden hauptsächlich pin-Dioden, aber auch Avalanche-Photodioden (APD), welche auf Grund ihrer internen Verstärkung eine höhere Empfindlichkeit als pin-Dioden besitzen.

### Faserkategorien und Einsatzgebiete
Ähnlich wie in der Kupfertechnik wurden zur Kenntlichmachung der Übertragungsbandbreiten und des Leistungsvermögens von Multimode- und Monomodefasern optische Klassen und Kategorien eingeführt. Durch den zunehmenden Bandbreitenbedarf und immer höhere Datenraten beim Übergang vom MBit- zum GBit-Bereich, sowie der Einführung von (Multi-)GBit-Protokollen wie zum Beispiel Ethernet, Fibre Channel oder InfiniBand, wurden so seit Mitte der 1980er Jahre bisher die Kategorien OM1, OM2, OM3, OM4 und OM5 (Optical Multimode) für Multimodefasern, sowie die Kategorien OS1 und OS2 (Optical Singlemode) für Monomodefasern eingeführt. Die Faserkategorien sind nach ISO/IEC 11801 und 24702 international spezifiziert, und die steigende Anzahl der aufgenommenen Kategorien trägt dabei den gewachsenen Anforderungen Rechnung.
| Kategorie                           | Farbcode        | Fasertyp        | Dämpfung (dB/km) | Dämpfung (dB/km) | Dämpfung (dB/km) | Dämpfung (dB/km) | minimale modale Bandbreite (MHz·km) | minimale modale Bandbreite (MHz·km) | minimale modale Bandbreite (MHz·km) |
| Kategorie                           | Farbcode        | Fasertyp        | Dämpfung (dB/km) | Dämpfung (dB/km) | Dämpfung (dB/km) | Dämpfung (dB/km) | EMB 1                               | OFL 2                               | OFL 2                               |
| Wellenlänge                         | Wellenlänge     | Wellenlänge     | 850 nm           | 1310 nm          | 1383 nm          | 1550 nm          | 850 nm                              | 850 nm                              | 1310 nm                             |
| Multimodefasern                     | Multimodefasern | Multimodefasern | Multimodefasern  | Multimodefasern  | Multimodefasern  | Multimodefasern  | Multimodefasern                     | Multimodefasern                     | Multimodefasern                     |
| ----------------------------------- | --------------- | --------------- | ---------------- | ---------------- | ---------------- | ---------------- | ----------------------------------- | ----------------------------------- | ----------------------------------- |
| OM1                                 | orange 3        | G62,5/125       | 3,5              | 1,5              | n.a.             | n.a.             | n.a.                                | 200                                 | 500                                 |
| OM2                                 | orange          | G50/125         | 3,5              | 1,5              | n.a.             | n.a.             | n.a.                                | 500                                 | 500                                 |
| OM3                                 | aqua            | G50/125         | 3,0              | 1,5              | n.a.             | n.a.             | 2000                                | 1500                                | 500                                 |
| OM4                                 | violett 4       | G50/125         | 3,0              | 1,5              | n.a.             | n.a.             | 4700                                | 3500                                | 500                                 |
| OM5                                 | lime            | G50/125         | 3,0              | 1,5              | n.a.             | n.a.             | 4700                                | 3500                                | 500                                 |
| OM5                                 | lime            | G50/125         | 3,0              | 1,5              | n.a.             | n.a.             | 953 nm                              | 953 nm                              | 500                                 |
| OM5                                 | lime            | G50/125         | 3,0              | 1,5              | n.a.             | n.a.             | 2470                                | 1850                                | 500                                 |
| Monomodefasern (Single-Mode-Fasern) |                 |                 |                  |                  |                  |                  |                                     |                                     |                                     |
| OS1                                 | gelb 5          | E9/125          | n.a.             | 1,0              | n.a.             | 1,0              | n.a.                                | n.a.                                | n.a.                                |
| OS2                                 | gelb 5          | E9/125          | n.a.             | 0,4              | 0,4              | 0,4              | n.a.                                | n.a.                                | n.a.                                |

#### Kategorien für Multimodefasern

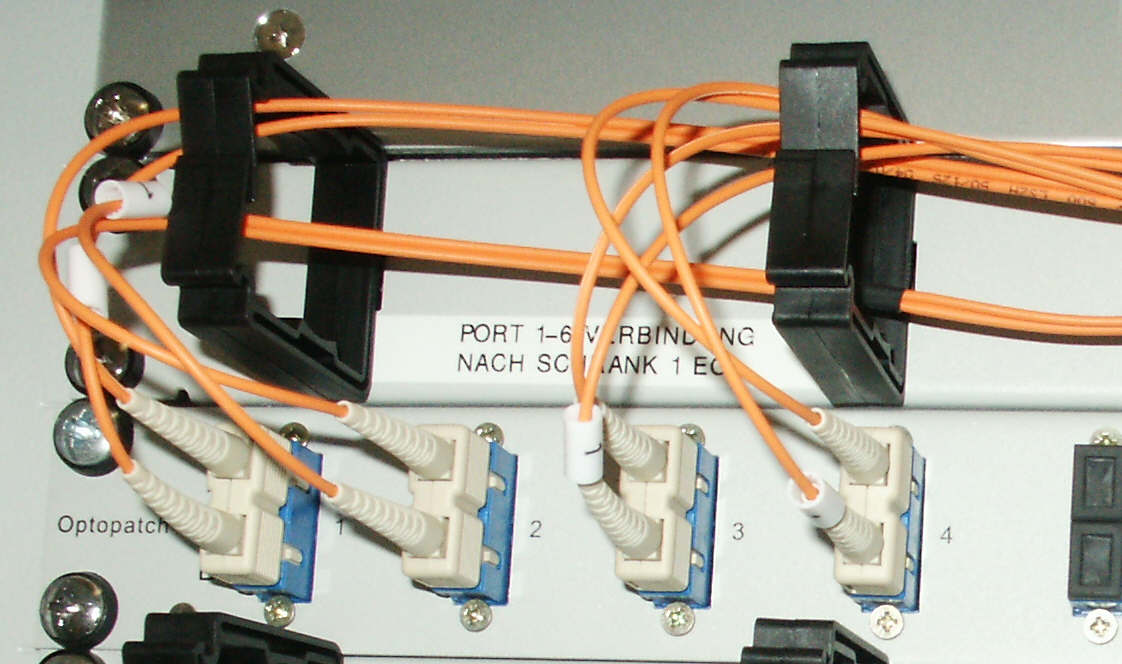
Patchkabel mit 50-µm-Multimodefaser vom Typ OM2 (orange) und SC-Duplex-Steckern

Historisch bedingt gibt es bei den Methoden zur Klassifizierung der Faserkategorien für Multimodefasern (OM1–OM4) wesentliche Unterschiede. Frühere Übertragungsverfahren nutzten primär kostengünstige LEDs zu Sendezwecken. LEDs sind jedoch nur bis zu einer Datenrate von 622 MBit/s geeignet, da sie bauartbedingt eine geringe Fokussierung aufweisen und somit sowohl in den Faserkern als auch in einen Teil des Claddings Licht einkoppeln. Man spricht hier vom sogenannten over-filled launch (OFL). Ab Gbit-Ethernet kommen Oberflächenemitter (VCSEL, engl. vertical-cavity surface-emitting laser) bei Wellenlängen von 850 und 1310 nm zum Einsatz, die eine recht starke Fokussierung aufweisen und nur noch in einen Bruchteil des Faserkerns einkoppeln. Man spricht in diesem Fall vom reduced mode launch (RML). Die Bestimmung und Spezifizierung der Bandbreite wurde früher (OM1 und OM2) mit der OFL- und RML-Methode im Frequenzbereich durchgeführt, welche sich aber zur Bestimmung der Übertragungslängen für Gbit-Anwendungen als unzureichend erwiesen. Die Messmethodik musste insofern abgeändert werden, und für hochwertige laseroptimierte Multimodefasern wird heute (anstelle der RML-Methode) die effektive modale Bandbreite (EMB) im Zeitbereich bestimmt, mit der DMD-Messmethode (engl. differential mode delay) oder der minEMBc-Messmethode (engl. minimum effective modal bandwidth calculated).
Die Faserkategorien OM1 und OM2 sind typischerweise für LED-basierte Anwendungen konzipiert, wobei durch die Reduzierung des Kerndurchmessers auf 50 µm die Modendispersion verringert und die Bandbreite somit erhöht werden konnte. Die Faserkategorien OM3 und OM4 sind nur noch mit 50 µm Kerndurchmesser erhältlich (G50/125) und für Hochgeschwindigkeits-Applikationen wie (10/40/100-)Gigabit-Ethernet oder Fibre Channel bei 850 nm vorgesehen. Sie besitzen ein verbessertes Brechungsindexprofil als OM1/2-Fasern, welche herstellungsbedingt einen leichten Brechungsindexeinbruch in der Faserkernmitte besitzen (beispielsweise bei dem OVD-, MCVD- oder PCVD-Verfahren mit Abscheidungsprozessen im Inneren der Preform), was die hochbitratige RML-Übertragung mit Oberflächenemittern beeinträchtigt.
| Ethernet       | Ethernet                    | Ethernet                | OM1    | OM2    | OM3    | OM4    | OM5    | OS1/OS2 | OS1/OS2 |
| -------------- | --------------------------- | ----------------------- | ------ | ------ | ------ | ------ | ------ | ------- | ------- |
| 100 Mbit/s     | 100BASE-SX                  | 850 nm                  | 300 m  | 300 m  | 300 m  | n. a.  |        |         |         |
| 100 Mbit/s     | 100BASE-FX                  | 1310 nm                 | 2000 m | 2000 m | 2000 m | 2000 m | 2000 m | 10 km   | 10 km   |
| 1 Gbit/s       | 1000BASE-SX                 | 850 nm                  | 300 m  | 500 m  | 1000 m | 1000 m | 1000 m |         |         |
| 1 Gbit/s       | 1000BASE-LX                 | 1310 nm                 | 550 m  | 550 m  | 550 m  | 550 m  | 550 m  | 5 km    | 5 km    |
| 1 Gbit/s       | 1000BASE-LX10               | 1310 nm                 | 550 m  | 550 m  | 550 m  | 550 m  | 550 m  | 10 km   | 10 km   |
| 1 Gbit/s       | 1000BASE-BX10 (Einzelfaser) | 1490 nm(-D) 1310 nm(-U) |        |        |        |        |        | 10 km   | 10 km   |
| 1 Gbit/s       | 1000BASE-EX                 | 1310 nm                 |        |        |        |        |        | 40 km   | 40 km   |
| 1 Gbit/s       | 1000BASE-ZX                 | 1550 nm                 |        |        |        |        |        | 80 km   | 80 km   |
| 1 Gbit/s       | 1000BASE-EZX                | 1550 nm                 |        |        |        |        |        | 120 km  | 120 km  |
| 10 Gbit/s      | 10GBASE-SR                  | 850 nm                  | 30 m   | 80 m   | 300 m  | 500 m  | 500 m  |         |         |
| 10 Gbit/s      | 10GBASE-LR                  | 1310 nm                 |        |        |        |        |        | 10 km   | 10 km   |
| 10 Gbit/s      | 10GBASE-LRM                 | 1310 nm                 | 220 m  | 220 m  | 220 m  | 220 m  | 220 m  |         |         |
| 10 Gbit/s      | 10GBASE-ER                  | 1550 nm                 |        |        |        |        |        | 40 km   | 40 km   |
| 10 Gbit/s      | 10GBASE-ZR                  | 1550 nm                 |        |        |        |        |        | 80 km   | 80 km   |
| 25 Gbit/s      | 25GBASE-SR                  | 850 nm                  |        |        | 70 m   | 100 m  | 100 m  |         |         |
| 25 Gbit/s      | 25GBASE-LR                  | 1310 nm                 |        |        |        |        |        | 10 km   | 10 km   |
| 25 Gbit/s      | 25GBASE-ER                  | 1550 nm                 |        |        |        |        |        | 40 km   | 40 km   |
| 40 Gbit/s      | 40GBASE-SR4                 | 850 nm                  | n. a.  | n. a.  | 100 m  | 125 m  | 150 m  |         |         |
| 40 Gbit/s      | 40GBASE-SR2-BiDi            | 850 nm                  | n. a.  | n. a.  | 100 m  | 150 m  | 150 m  |         |         |
| 40 Gbit/s      | 40GBASE-FR                  | 1550 nm 1310 nm         |        |        |        |        |        | 2 km    | 2 km    |
| 40 Gbit/s      | 40GBASE-LR4                 | 1310 nm                 |        |        |        |        |        | 10 km   | 10 km   |
| 40 Gbit/s      | 40GBASE-ER4                 | 1550 nm                 |        |        |        |        |        | 40 km   | 40 km   |
| 50 Gbit/s      | 50GBASE-SR                  | 850 nm                  |        |        | 70 m   | 100 m  | 100 m  |         |         |
| 50 Gbit/s      | 50GBASE-LR                  | 1310 nm                 |        |        |        |        |        | 10 km   | 10 km   |
| 50 Gbit/s      | 50GBASE-FR                  | 1310 nm                 |        |        |        |        |        | 2 km    | 2 km    |
| 50 Gbit/s      | 50GBASE-ER                  | 1310 nm                 |        |        |        |        |        | 40 km   | 40 km   |
| 100 Gbit/s     | 100GBASE-SR2                | 850 nm                  | n. a.  | n. a.  | 70 m   | 100 m  | 100 m  |         |         |
| 100 Gbit/s     | 100GBASE-SR2-BiDi           | 850 nm                  | n. a.  | n. a.  | 70 m   | 100 m  | 100 m  |         |         |
| 100 Gbit/s     | 100GBASE-SR4                | 850 nm                  | n. a.  | n. a.  | 70 m   | 100 m  | 100 m  |         |         |
| Fibre Channel  | Fibre Channel               | Fibre Channel           | OM1    | OM2    | OM3    | OM4    | OM5    | OS1/OS2 | OS1/OS2 |
| Fibre Channel  | Fibre Channel               | Fibre Channel           | 850 nm | 850 nm | 850 nm | 850 nm | 850 nm | 1310 nm | 1550 nm |
| 1 Gbit/s       | 1GFC                        | 1GFC                    | 300 m  | 500 m  | 800 m  | n. a.  |        | 10 km   | 50 km   |
| 2 Gbit/s       | 2GFC                        | 2GFC                    | 150 m  | 300 m  | 500 m  | n. a.  |        | 10 km   | 50 km   |
| 4 Gbit/s       | 4GFC                        | 4GFC                    | 70 m   | 150 m  | 380 m  | 400 m  |        | 10 km   | n. a.   |
| 8 Gbit/s       | 8GFC                        | 8GFC                    | 20 m   | 50 m   | 150 m  | 190 m  |        | 10 km   | n. a.   |
| 16 Gbit/s      | 16GFC                       | 16GFC                   | 15 m   | 35 m   | 100 m  | 125 m  |        | 10 km   | 50 km * |
| 32 Gbit/s      | 32GFC                       | 32GFC                   | n. a.  | n. a.  | 70 m   | 100 m  | 100 m  | 10 km   | 50 km * |
| 64 Gbit/s      | 64GFC                       | 64GFC                   | n. a.  | n. a.  | 70 m   | 100 m  | 100 m  | 10 km   | 50 km * |
| InfiniBand     | InfiniBand                  | InfiniBand              | OM1    | OM2    | OM3    | OM4    | OM5    | OS1/OS2 | OS1/OS2 |
| InfiniBand     | InfiniBand                  | InfiniBand              | 850 nm | 850 nm | 850 nm | 850 nm | 850 nm | 1310 nm | 1310 nm |
| 2 Gbit/s       | 1X-SDR                      | 1X-SDR                  | 125 m  | 250 m  | 500 m  | n. a.  |        | 10 km   | 10 km   |
| 4 Gbit/s       | 1X-DDR                      | 1X-DDR                  | 65 m   | 125 m  | 200 m  | n. a.  |        | 10 km   | 10 km   |
| 8 Gbit/s       | 1X-QDR                      | 1X-QDR                  | 33 m   | 82 m   | 300 m  | n. a.  |        | 10 km   | 10 km   |
| 8/16/24 Gbit/s | 4X/8X/12X-SDR *             | 4X/8X/12X-SDR *         | 75 m   | 125 m  | 200 m  | n.a.   |        | n.a.    | n.a.    |
| 16/32 Gbit/s   | 4X/8X-DDR *                 | 4X/8X-DDR *             | 50 m   | 75 m   | 150 m  | n.a.   |        | n.a.    | n.a.    |

Die maximale spezifizierte Übertragungsreichweite der eingesetzten Faserkategorie (siehe Tabelle) richtet sich nach der Datenrate und der genutzten Wellenlänge (850 nm oder 1300 nm). Während bei 10 MBit/s bis 1 GBit/s ohne weiteres 300 m bei 850 nm auch mit OM1- und OM2-Fasern möglich sind, ist die erreichbare Länge bei Übertragungsraten von mehr als 4 GBit/s auf unter 100 m bei dieser Wellenlänge begrenzt (für die unterschiedlichen Hochgeschwindigkeits-Anwendungen sind leicht abweichende minimale Übertragungslängen spezifiziert, siehe Tabelle). Fasern der Kategorie OM3 und OM4 erlauben hingegen auch Längen von ca. 300 m bei 850 nm. Mit OM4-Fasern kann zusätzlich bei Anwendungen mit mehr als 10 GBit/s die Übertragungslänge um einige 10 Meter gegenüber OM3-Fasern erhöht werden. OM5 wurde eingeführt, um per Wellenlängenmultiplexverfahren Datenraten von 100 bis 400 Gbit/s auch mit wenigen Fasern erreichen zu können.

#### Kategorien für Monomodefasern

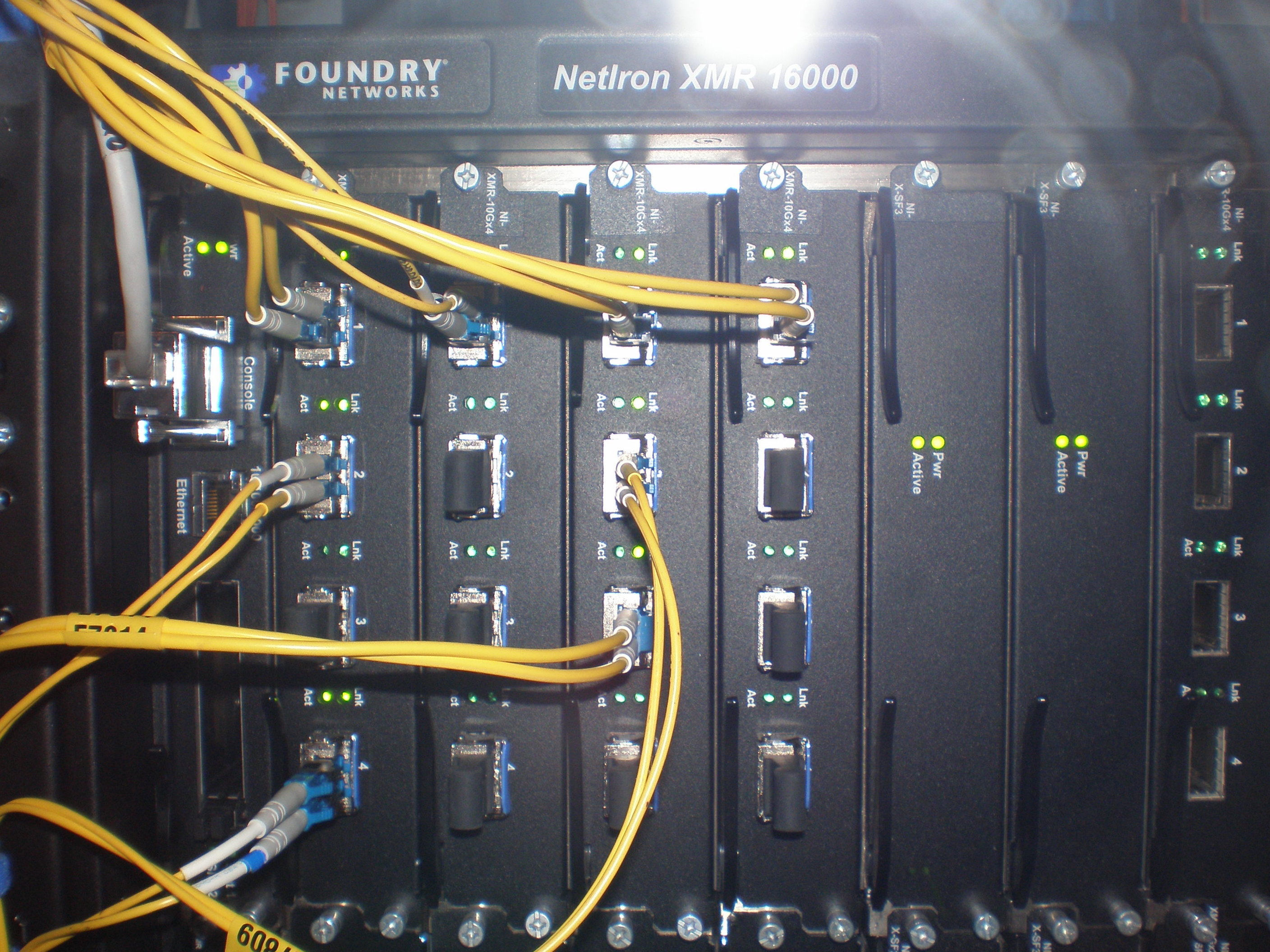
Router mit XFP-Modulen und angeschlossenen Monomodefasern
(OS1/2 – gelb) mit LC-Steckern.

In Monomodefasern tritt im Gegensatz zu Multimodefasern keine Modendispersion auf und es sind mit ihnen wesentlich größere Übertragungsdistanzen und Bandbreiten möglich. Da Monomodefasern aber einen deutlich kleineren Kern als Multimodefasern aufweisen, was die praktische Handhabung bei der Lichteinkopplung und Faserverbindung erschwert, werden für kürzere Distanzen weiterhin Multimodefasern verwendet.
Die bisher gebräuchlichsten Monomodefasern im Telekommunikationsbereich sind für den Einsatz im O- und C-Band der optischen Datenkommunikation um λ = 1310 nm bzw. λ = 1550 nm bestimmt. Bei diesen Wellenlängen liegt das Dämpfungsminimum des Fasermaterials und weiterhin werden in diesem Bereich die Erbium-dotierten Faserverstärker (engl. erbium-doped fiber amplifier, EDFA) betrieben. Zwar ist die Dispersion bei diesen Wellenlängen ungleich null, deren Effekt kann aber durch dispersionskompensierende Fasern reduziert werden. Es ist sogar von Vorteil, dass die Dispersion ungleich null ist, da sonst nichtlineare Effekte wie etwa die Vier-Wellen-Mischung auftreten würden, die das Signal erheblich stören. Zu beachten ist allerdings, dass dispersionskompensierende Fasern, die in sogenannten Dispersionskompensationsmodulen Anwendung finden, mit ihrer hohen Dämpfung das Leistungsbudget stark belasten können.
Definiert sind für Monomodefasern (Singlemode-Fasern) die Klassen OS1 (seit 1995) und OS2 (seit 2006), welche sich nur in ihrer maximalen Dämpfung unterscheiden. Speziell bei 1383 nm besitzen die sogenannten Low-Water-Peak-Fasern der OS2-Kategorie eine geringe Dämpfung mit spezifizierten maximalem Wert von 0,4 dB/km und sind damit für den Einsatz von CWDM-Übertragungen geeignet. Weiterhin hängt die Faserkategorie von der Verlegungsart ab, da die Dämpfungswerte davon beeinflusst werden. Die Spezifizierung nach ITU-T G.652 ist nicht eindeutig übertragbar auf die OS-Kategorisierung. Im Allgemeinen kann aber die OS1-Kategorie den Fasern nach ITU-T G.652A und B, und die OS2-Kategorie den Low-Water-Peak-Fasern nach ITU-T G.652.C und D zugeordnet werden.

### Verlegung
Die Verlegung erfolgt oft unterirdisch. Die Kabel werden in bereits bestehenden Schächten, Rohren oder Abwasserkanälen untergebracht und anschließend an den gewünschten Stellen mittels Verteilern zu den einzelnen Gebäuden verlegt. Dies ist kostengünstig, da keine Bauarbeiten nötig sind und durch die Ein- und Ausgangsschächte die jeweiligen Verbindungen schnell und einfach installiert werden können. Bei FTTH (Fibre to the Home) werden die Kabel mit einem Durchmesser von 2 mm in den schon vorhandenen Telefonanschlusskanälen (Elektrokanälen) verlegt.

### Dark Fibre
Dark Fibre (dt. „dunkle Faser“) ist eine LWL-Leitung, die unbeschaltet verkauft oder vermietet wird. Der Lichtwellenleiter ist dabei zwischen zwei Standorten Punkt zu Punkt durchgespleißt. Für die Übertragung und die Übertragungsgeräte ist der Käufer oder Mieter verantwortlich. Er bestimmt auch die Verwendung. Dieses Geschäftsmodell wird auch mit carriers carrier oder wholesale business bezeichnet. Da es sich um eine reine Infrastrukturleistung handelt, unterliegt dieser Vertrag nicht dem Telekommunikationsgesetz. Neben den regionalen Stromversorgern werden in Deutschland LWL-Leitungen dieser Art von Schienenwegebetreibern, Stadtwerken, kommunalen Zweckverbänden und Carrier-Anbietern wie etwa Colt, Versatel oder Telekom zur Verfügung gestellt. Die entstehenden Kosten hängen neben der Vertragslaufzeit und Strecke der Leitung vor allem davon ab, welche Baumaßnahmen zur erfolgreichen Anbindung erforderlich sind und ob es für die gleiche Strecke weitere Interessenten/Wettbewerber gibt. Die gewünschte Bandbreite definiert nicht den Preis einer solchen Leitung.
Um Störungen bei Erdarbeiten oder Erweiterungen möglichst zu umgehen, sind in den Kabeln redundante Fasern enthalten. Auch nicht genutzte Glasfaserkapazitäten bezeichnet man als Dark Fibre, da bei unbenutzten Glasfasern keine Lichtsignale übertragen werden und die Faser somit „dunkel“ ist. Bei Bedarf können durch die vorhandene Redundanz weitere Fasern in Betrieb genommen werden.

### Abhörmethoden

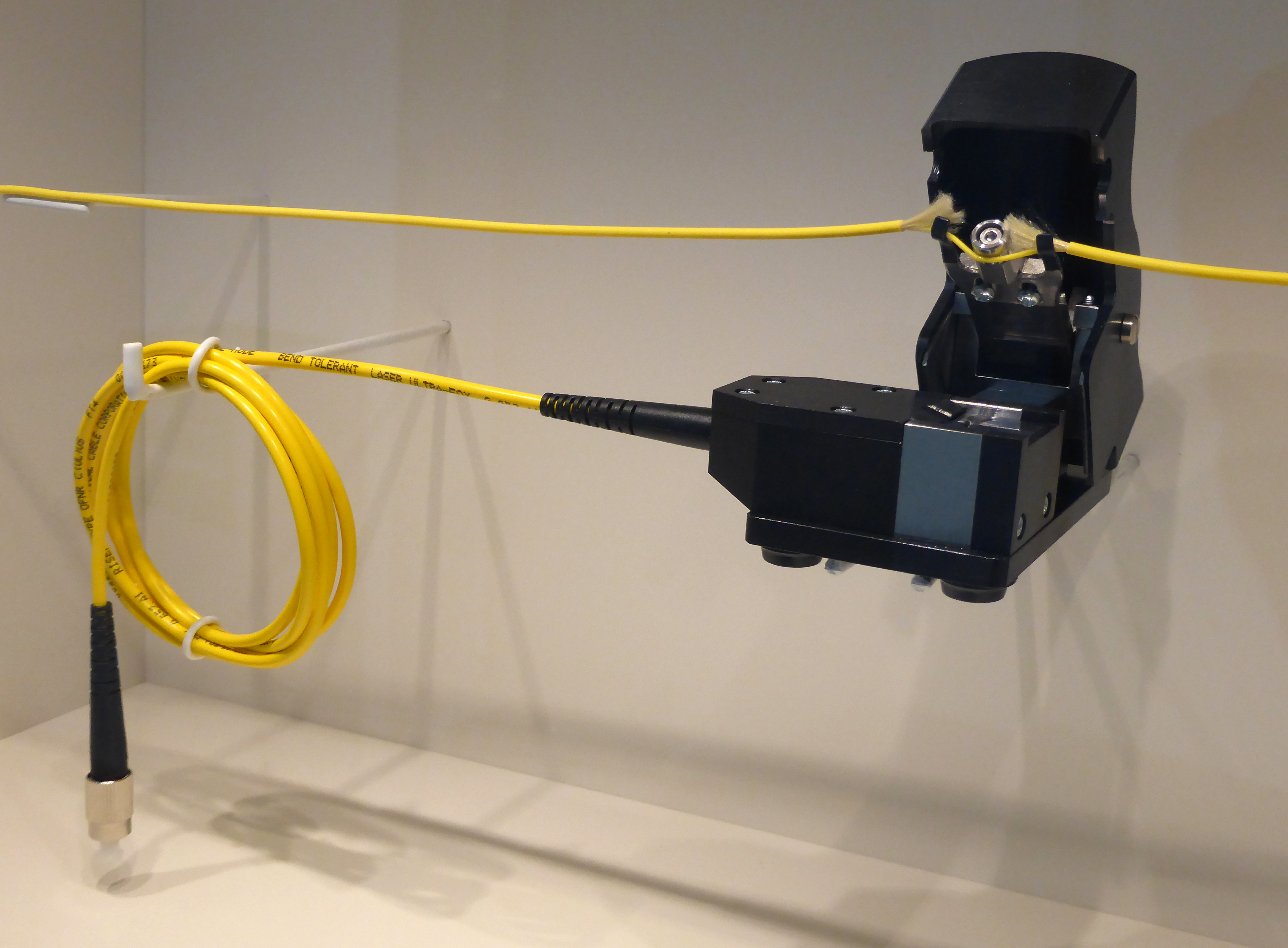
Biegekoppler an einem Glasfaserkabel (Coupler-Methode)

Wie andere Übertragungsmedien sind auch Lichtwellenleiter nicht sicher gegen „Abhören“. Dabei gibt es zwei wesentliche Punkte, an denen Informationen aus dem Lichtwellenleiter abgehört werden können.
Die erste Methode setzt am Spleiß an, bei dem trotz der geringen Übertragungsverluste guter Spleiße von unter 0,02 dB Strahlung austritt, die ausgewertet werden kann. Die zweite Methode nutzt Strahlungsverluste an Biegekopplern aus (Coupler-Methode). Denn wird eine Glasfaser gebogen, folgt das durchströmende Licht größtenteils der Biegung – ein Teil des Lichtes strahlt jedoch aus der Faser heraus. Schon wenige Prozent des Lichtsignals genügen, um alle übertragenen Informationen zu erhalten. Aufgrund der sich dadurch ändernden Dämpfung ist das Verfahren grundsätzlich nachweisbar. Eine Methode zur Erhöhung der Abhörsicherheit stellt die Verschlüsselung dar.

### Vor- und Nachteile der LWL- gegenüber der Kupfertechnik
Der Siegeszug der Lichtwellenleitertechnik basiert auf entscheidenden Vorteilen der optischen Übertragung gegenüber der älteren auf Kupferkabeln basierenden elektrischen Übertragung. Hauptvorteile sind dabei die erheblich höheren möglichen Übertragungsraten (Giga- bis Terabit pro Sekunde), bei gleichzeitig sehr großen möglichen Reichweiten (bis zu mehreren hundert Kilometern ohne Zwischenverstärker). Dieses wiederum bedingt leichtere Kabel und weniger Platzbedarf, sowie weniger Zwischenverstärker, was die Installations- und Wartungskosten erheblich reduziert.
Weitere Vorteile sind:
- keine Signaleinstreuung auf benachbarte Fasern (Nebensprechen)
- keine Beeinflussung durch elektromagnetische Störfelder, was u. a. die Kombination mit Hochspannungs-Gleichstrom-Übertragungskomponenten möglich macht
- keine Erdung erforderlich und galvanische Trennung der verbundenen Komponenten
- keine Brandauslösung durch Blitzeinwirkung oder Kurzschluss und geringere Brandlast, sowie verwendbar auch in explosionsgefährdetem Umfeld (Einschränkungen gibt es bei der Verwendung von höheren optischen Leistungen, die an Koppelstellen oder bei Faserbruch entweichen und in ungünstigen Fällen auch brand- bzw. explosionsauslösend wirken können.)
- hoher Abhöraufwand

Nachteile sind der höhere Konfektionierungsaufwand und die höhere erforderliche Präzision und Sorgfalt bei der Verlegung und Installation, was eine teure Gerätetechnik, sowie eine aufwendige und komplexe Messtechnik erfordert, weshalb Fiber to the Desk wenig verbreitet ist.
Weitere Nachteile sind:
- empfindlich gegenüber mechanischer Belastung und Einschränkungen bei der Verlegung, da keine starken Krümmungen möglich sind (stark typenabhängig, z. B. für die Medizintechnik gibt es spezielle Typen für die Videoendoskopie)
- keine Stromversorgung über die Netzwerk-Datenleitung möglich (Power over Ethernet)

## Sonstige Anwendungen

### Störungsfreie Audioverbindungen
Anfang der 1990er-Jahre wurden D/A-Umsetzer und CD-Player angeboten, die mit einer ST-Verbindung kommunizierten. Gerätebeispiele sind Parasound DAC 2000, WADIA DAC, Madrigal Proceed PDP 3 mit CD-Transport PDT 3. Diese Art der Verbindung konnte sich allerdings gegen TOSLINK, eine Verbindungstechnik mit polymeren optischen Fasern (POF), nicht durchsetzen und fand deshalb recht selten Verwendung.
Optische Verbindungen in der Audiotechnik vermeiden Signalstörungen durch elektrische und magnetische Felder sowie durch Masseschleifen, da sie eine Potentialtrennung bilden.

### Potentialtrennung
Beispiele für den Einsatz von Glasfaserkabeln zur stromlosen Signalübertragung
- bei Leistungselektronik- und Hochspannungsanlagen, um Steuersignale zum Beispiel zu den auf Hochspannungspotential befindlichen Thyristoren zu übertragen. Es ist sogar möglich, die Stromrichterthyristoren direkt über die in der Glasfaser übertragenen Lichtpulse zu zünden (siehe Optothyristor).
- zur Übertragung von Messsignalen in Hochspannungsanlagen oder in störender Umgebung
- in Audio-Anlagen (siehe oben)
- zur galvanisch getrennten Netzwerkanbindung von medizinischen Geräten (beispielsweise digitales Röntgengerät) an lokale Netzwerke.

### Messtechnik
Durch die Übertragung oder auch gleichzeitige Erfassung von Messsignalen mittels Lichtwellenleiter ist es möglich an schwer zugänglichen Stellen wie in Staumauern oder unter Extrembedingungen wie in Stahlwerken eine Vielzahl von physikalischen Größen wie etwa Druck oder Temperatur zu messen. Auch Spektrometer besitzen häufig LWL-Anschlüsse. Es lassen sich weiterhin miniaturisierte Glasfaserspektrometer herstellen, da sich mit dem Lichtaustrittskegel einer Glasfaser das optische Gitter direkt beleuchten lässt, und somit auf zusätzliche Abbildungsoptiken verzichtet werden kann.
Bei faseroptischen Sensoren wird die Messgröße nicht durch eine elektrische Größe repräsentiert bzw. übertragen, sondern durch eine optische. Dies macht die Übertragung unanfällig gegenüber äußeren Einflüssen wie zum Beispiel elektromagnetischen Feldern und erlaubt auch die Verwendung in explosionsgefährdeter Umgebung. Man unterscheidet zwei Klassen faseroptischer Sensoren: intrinsische und extrinsische faseroptische Sensoren.
Bei intrinsischen faseroptischen Sensoren dient die Glasfaser direkt als Messaufnehmer, das heißt, die optischen Signale werden direkt durch äußere Parameter beeinflusst, beispielsweise Biegeverluste. Die Lichtwellenleiter sind hierbei zugleich Sensor und Leitung.
Bei extrinsischen faseroptischen Sensoren sind die LWL hingegen meist nur ein Teil eines Sensorsystems, sie dienen hier vor allem als Überträger der vom Sensor erfassten Messgröße, die jener als optisches Signal zur Verfügung stellen muss (zum Beispiel bei Pyrometern). Ihr Vorteil gegenüber elektrischen Leitungen ist ihre weitgehende Robustheit gegenüber äußeren Einflüssen wie elektromagnetischen Felder.

### Hochleistungslaser
Die Strahlung von Hochleistungs-Lasern im nahen Infrarot (Einsatz u. a. zur Materialbearbeitung) wird oft in Lichtleitkabeln (LLK) geführt, um sie besser an den Wirkungsort heranführen zu können. Die verwendeten Lichtwellenleiter sind Multimodefasern (hier muss die Leistungsdichte im Kern der Faser reduziert werden, da dieser sonst zerschmolzen oder zerrissen würde) und es können Leistungen bis zu mehreren Kilowatt in Fasern mit 0,02–1,5 mm Kerndurchmesser nahezu verlustfrei über kurze Distanzen übertragen werden.
Um Unfälle zu vermeiden, sind derartige Fasern mit einer Faserbruchüberwachung ausgestattet.
Steckverbindungen derartiger Fasern sind prinzipiell anders aufgebaut als diejenigen der Nachrichtenübertragung:
Sie müssen hohe thermische Verlustleistungen aufgrund der Streustrahlung und ggf. Rückreflexionen vertragen. Die Faserendflächen sind plan und ragen frei ohne Einbettung heraus. Teilweise werden sie an einen Kieselglasblock gepresst, um Verunreinigungen der Endflächen zu vermeiden. Aufgrund der hohen Leistungsflussdichten führen kleinste Verunreinigungen zur Zerstörung. Antireflexbeschichtung der Endflächen ist aus diesem Grund ebenfalls selten möglich.
Bis etwa 500 Watt Laserstrahlleistung sind bei SMA-Steckverbindungen möglich, wobei die Faser jedoch nicht bis zum Ende eingebettet ist.
Spleißverbindungen sind auch im Hochleistungsbereich möglich.
Dotierte Fasern (zum Beispiel mit Erbium) können selbst als Laser- oder Licht-Verstärker arbeiten (siehe Faserlaser). Hierzu werden sie optisch mittels Hochleistungs-Diodenlasern gepumpt. Diese Technik findet sowohl in der Nachrichtentechnik als auch im Hochleistungsbereich Verwendung.
In der Lasershowtechnik wird Laserlicht von einer zentralen Quelle über Lichtleitkabel zu verschiedenen im Raum verteilte Projektoren geleitet. Die Leistungen betragen hier einige hundert Milliwatt bis zu zweistelligen Wattbeträgen.

### Beleuchtung, Anzeige und Dekoration
Auch zu Beleuchtungs-, Abbildungs- und Dekorationszwecken werden Fasern und Faserbündel eingesetzt. So etwa in Mikroskop- oder Endoskoplichtquellen um das Licht einer Halogenglühlampe zum Untersuchungsobjekt zu leiten, oder als Bildleiter in flexiblen Endoskopen.
Kunststoff- und Glasfasern werden auch in einer Vielzahl von Lampen und Beleuchtungsinstallationen verwendet, wobei die Fasern nicht nur zum Lichttransport, sondern selbst auch als abstrahlende Elemente benutzt werden. In ihrer klassischen Anwendung dienen sie als sogenannte Endlichtfasern (Beispielhaft: „Sternenhimmel“, wo mehrere Fasern eines Bündels vor der Verteilung mit einer Halogenglühlampe und einem Filterrad beleuchtet werden) und bei Beleuchtungsinstallationen in und an Gebäuden werden sogenannte Seitenlichtfasern verwendet. Dabei handelt es sich um spezielle Polymere optische Fasern mit gezielt eingebrachten Störungen in der Kern-Mantel-Grenzfläche, was zu einer seitlichen Abstrahlung führt.
Für die genannten Anwendungen kommen ausschließlich Multimodefasern zum Einsatz, da hier ein Singlemode-Betrieb auf Grund der vielen unterschiedlichen und meist gleichzeitig übertragenen Wellenlängen nicht möglich ist.

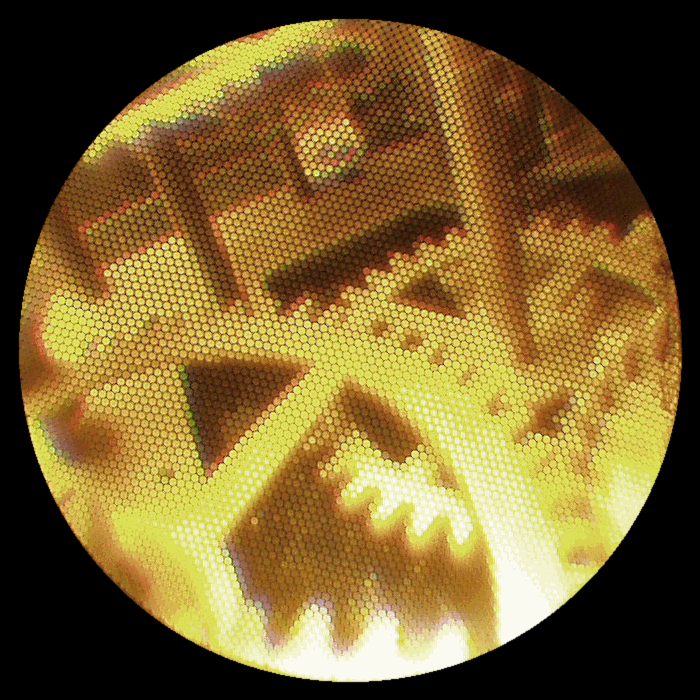
Endoskopaufnahme eines Uhrwerks: Die diskreten Fasern des Bildleiters verursachen die Bild-Rasterung.
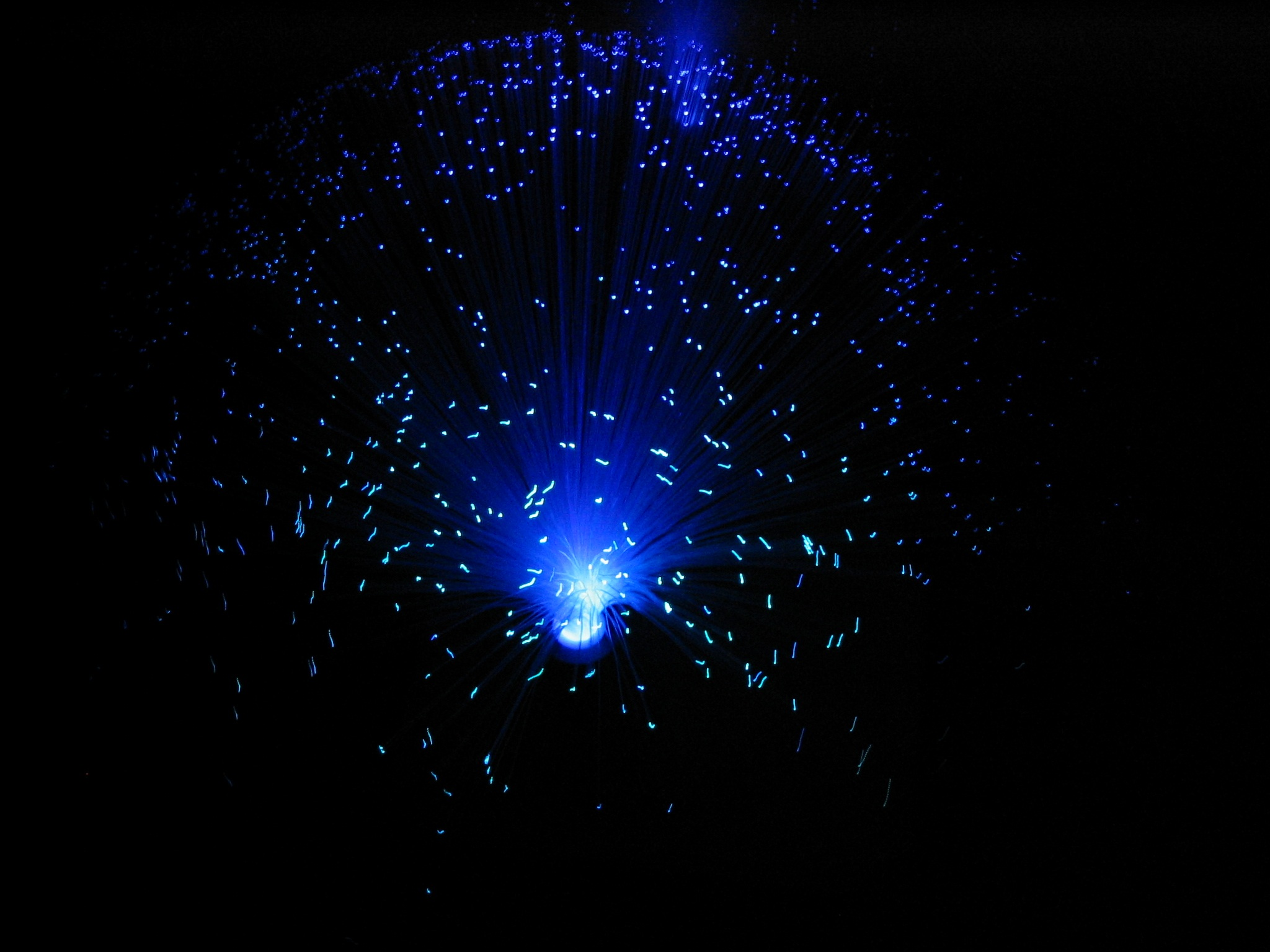
LED-beleuchtetes Bündel aus optischen Fasern als Deko-Objekt (Endlichtfasern)
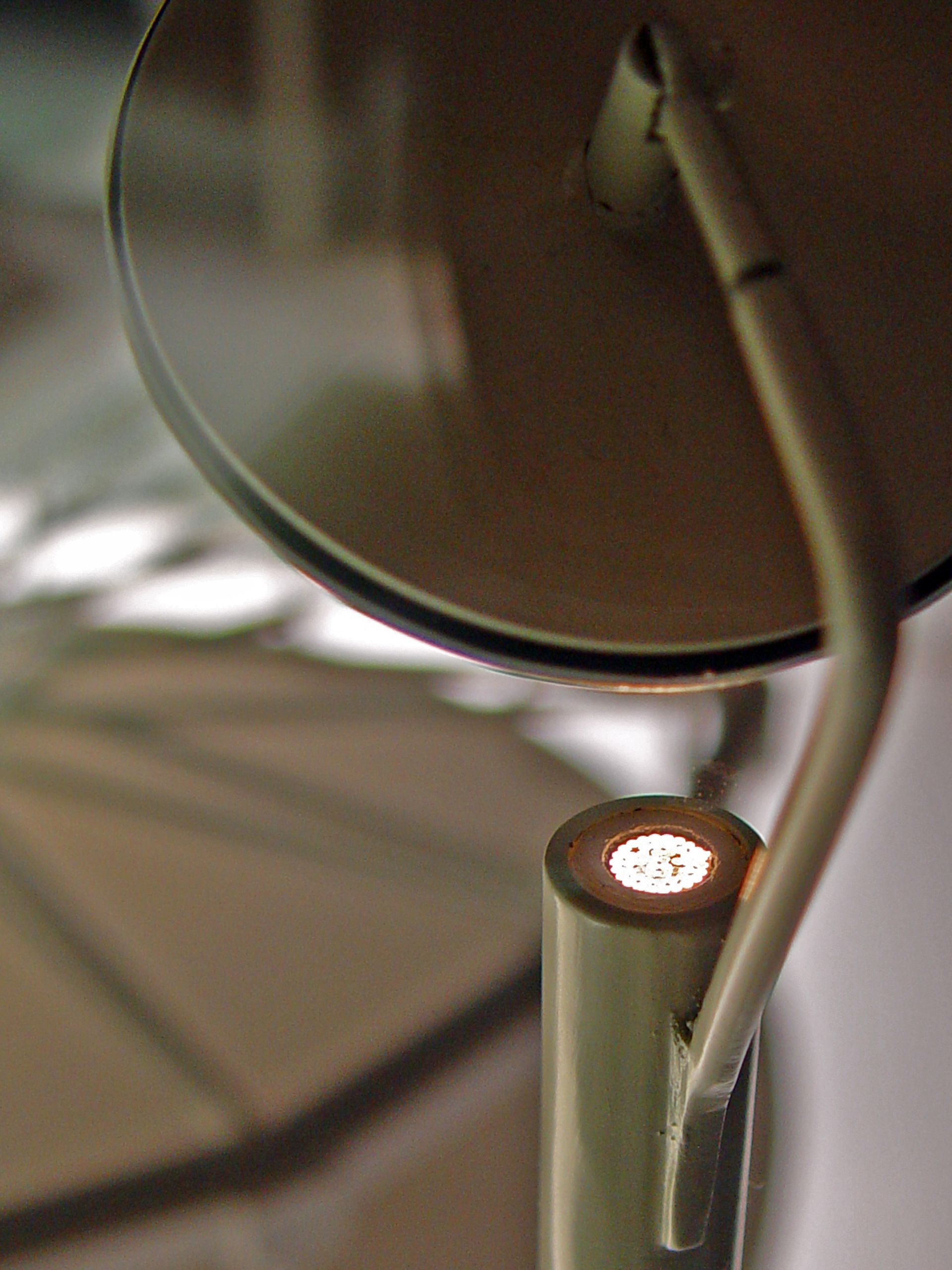
Indirekte Beleuchtung mit optischen Fasern
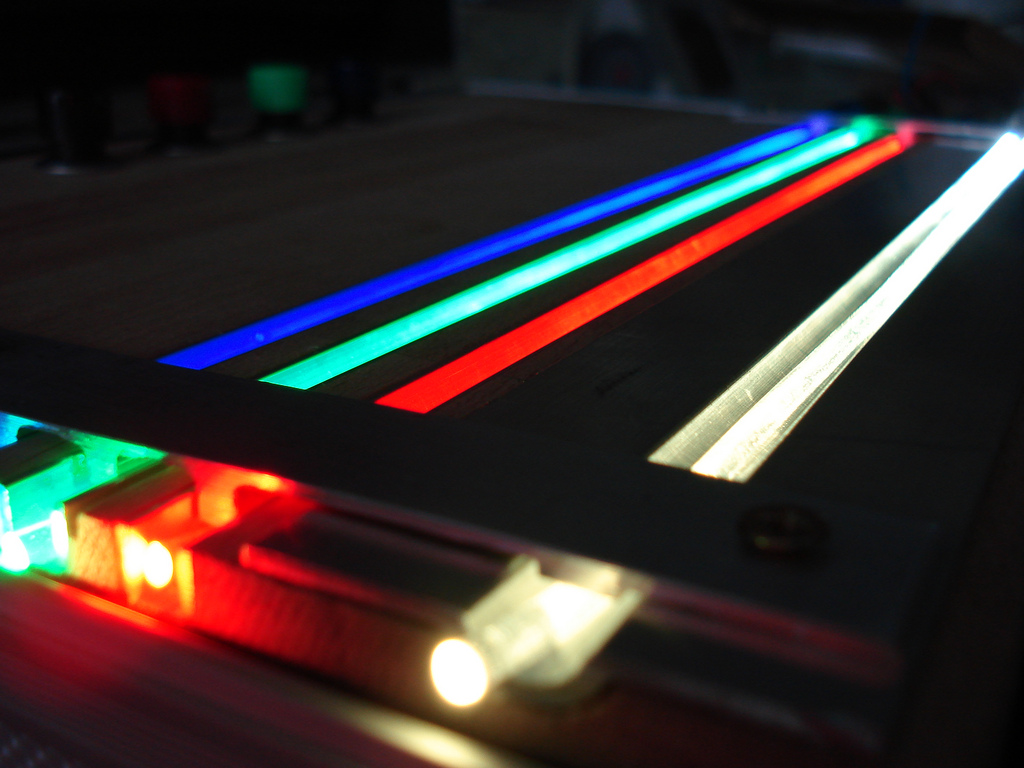
Teilweise seitlich abstrahlende Polymere optische Fasern (Seitenlichtfasern)

## Normen
Lichtwellenleiter bzw. Glasfaserkabel sind nach ITU-T G.651 bis G.657, ISO/IEC 11801 und 24702 und IEC 60793 international genormt, sowie nach DIN VDE 0888 national genormt (die Normen DIN VDE 0899 Teil 1–5 wurden zurückgezogen).